# Liste der Biografien/Kh
Liste der Biografien |
Portal Biografien |
Personensuche
# |
A |
B |
C |
D |
E |
F |
G |
H |
I |
J |
K |
L |
M |
N |
O |
P |
Q |
R |
S |
T |
U |
V |
W |
X |
Y |
Z |
?
 
Ka |
Kb |
Kc |
Kd |
Ke |
Kf |
Kg |
Kh |
Ki |
Kj |
Kl |
Km |
Kn |
Ko |
Kp |
Kr |
Ks |
Kt |
Ku |
Kv |
Kw |
Ky |
Kx |
Kz
Die Liste der Biografien führt alle Personen auf, die in der deutschsprachigen Wikipedia einen Artikel haben. Dieses ist eine Teilliste mit 843 Einträgen von Personen, deren Namen mit den Buchstaben „Kh“ beginnt.

## Kh

### Kha

#### Khab
- Khabbazi, Hamid (* 1973), iranischer Tarspieler und Komponist
- Khabirpour, Riaz (* 1979), luxemburgischer Jazzmusiker (Gitarre, Komposition)
- Khabut, Chonthicha (* 2003), thailändische Stabhochspringerin

#### Khac
- Khachatryan, Karo, armenischer Opernsänger (Tenor)
- Khachatryan, Mher (* 1983), armenischer Künstler
- Khachatryan, Narine (* 1979), armenische Komponistin
- Khachatur III. († 1895), armenischer Katholikos
- Khachaturian, Ontronik (* 1975), US-amerikanischer Musiker, Produzent und DJ armenischer Abstammung
- Khachin, Thawat (* 1994), thailändischer Kugelstoßer
- Khachiyan, Melikset (* 1970), armenisch-US-amerikanischer Schachspieler

#### Khad
- Khadafi, Tragedy (* 1971), US-amerikanischer Rapper
- Khaddari, Hicham (* 1991), marokkanischer Tennisspieler
- Khadduri, Majid (1909–2007), US-amerikanischer Islam-, Politik- und Rechtswissenschaftler
- Khadem, Amir Reza (* 1970), iranischer Ringer und Politiker
- Khadem, Rasoul (* 1972), iranischer Ringer und Politiker
- Khadem, Sadaf (* 1995), iranische Boxerin
- Khadem-Missagh, Bijan (* 1948), österreichischer Violinist, Dirigent und Komponist
- Khadem-Missagh, Dorothy (* 1992), österreichische Pianistin
- Khademalsharieh, Sarasadat (* 1997), iranische Schachspielerin
- Khademi, Kubra (* 1989), afghanische zeitgenössische Künstlerin
- Khademi, Nader (* 1986), norwegischer Schauspieler
- Khademi, Noureddine El (* 1963), tunesischer Minister für Religiöse Angelegenheiten
- Khader, Jamal (* 1964), jordanischer römisch-katholischer Geistlicher und Theologe, Bischof von Dschibuti
- Khader, Naser (* 1963), dänischer Politiker (Konservative Volkspartei), Mitglied des Folketing
- Khader, Serene, amerikanische Moralphilosophin, politische Philosophin und Feministische Theoretikerin
- Khadija Abeba, dschibutische Richterin
- Khadija von Marokko, Lalla (* 2007), marokkanische Prinzessin
- Khadijeh bint Faraj Zilaʿi (1402–1495), muslimische Gelehrte
- Khadim, Abu Naim al-, arabischer Meister des Schatrandsch
- Khadir, Amir (* 1961), kanadischer Politiker
- Khadiri, Amine (* 1988), zyprischer Leichtathlet marokkanischer Herkunft
- Khadivar, Ali (* 1989), iranischer Sprinter
- Khadjadbhye, Thanoo, thailändischer Badmintonspieler
- Khadjeh-Nouri, Iran (* 1966), deutsche Wettkampftänzerin
- Khadr, Omar (* 1986), kanadischer Gefangener
- Khadra, Reda (* 2001), deutsch-libanesischer Fußballspieler
- Khadra, Yasmina (* 1955), algerischer Schriftsteller im französischen ExilYasmina Khadra (* 1955)

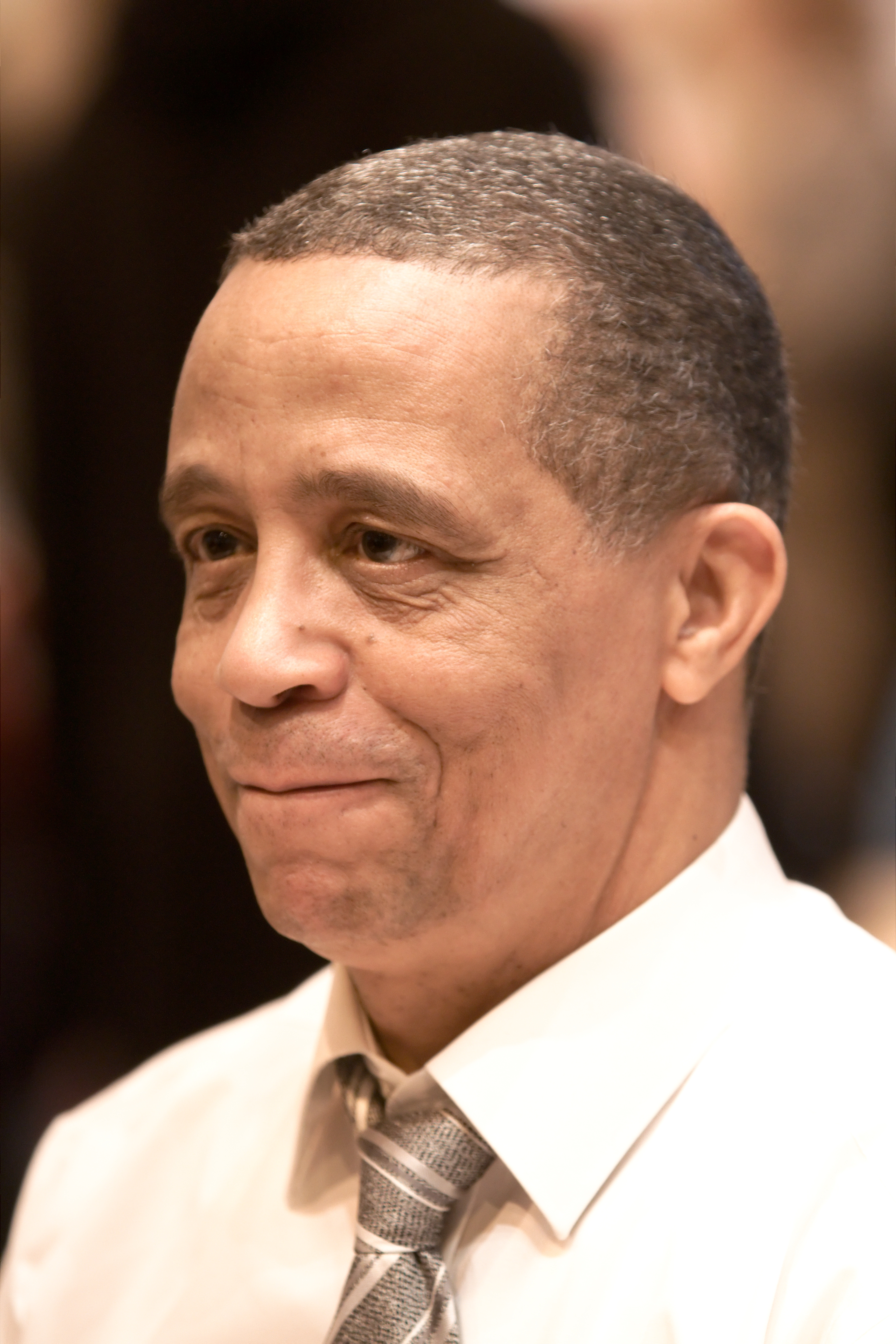
Yasmina Khadra (* 1955)

- Khadra, Zeinab Hind (* 1990), libanesische Schauspielerin
- Khadrawi, Ali al- (* 1997), saudi-arabischer Tischtennisspieler
- Khaduli Barlas, mongolischer Fürst und Heerführer
- Khadzhiev, Sapardurdy, turkmenischer Menschenrechtsaktivist

#### Khae
- Khaet, Arkadij (* 1991), deutscher Filmregisseur

#### Khaf
- Khafagy, Abdel-Halim (1932–2013), ägyptischer Verleger
- Khafagy, Malak (* 2004), ägyptische Squashspielerin
- Khafaji, Hussein Ali al (* 1997), irakischer Sprinter

#### Khah
- Khah, Mona Zarreh Hoshyari (* 1997), deutsche Schauspielerin

#### Khai
- Khai Bua Ban († 1436), König von Lan Chang
- Khải Định (1885–1925), vietnamesischer Kaiser, zwölfter Kaiser der Nguyễn-DynastieKhải Định (1885–1925)

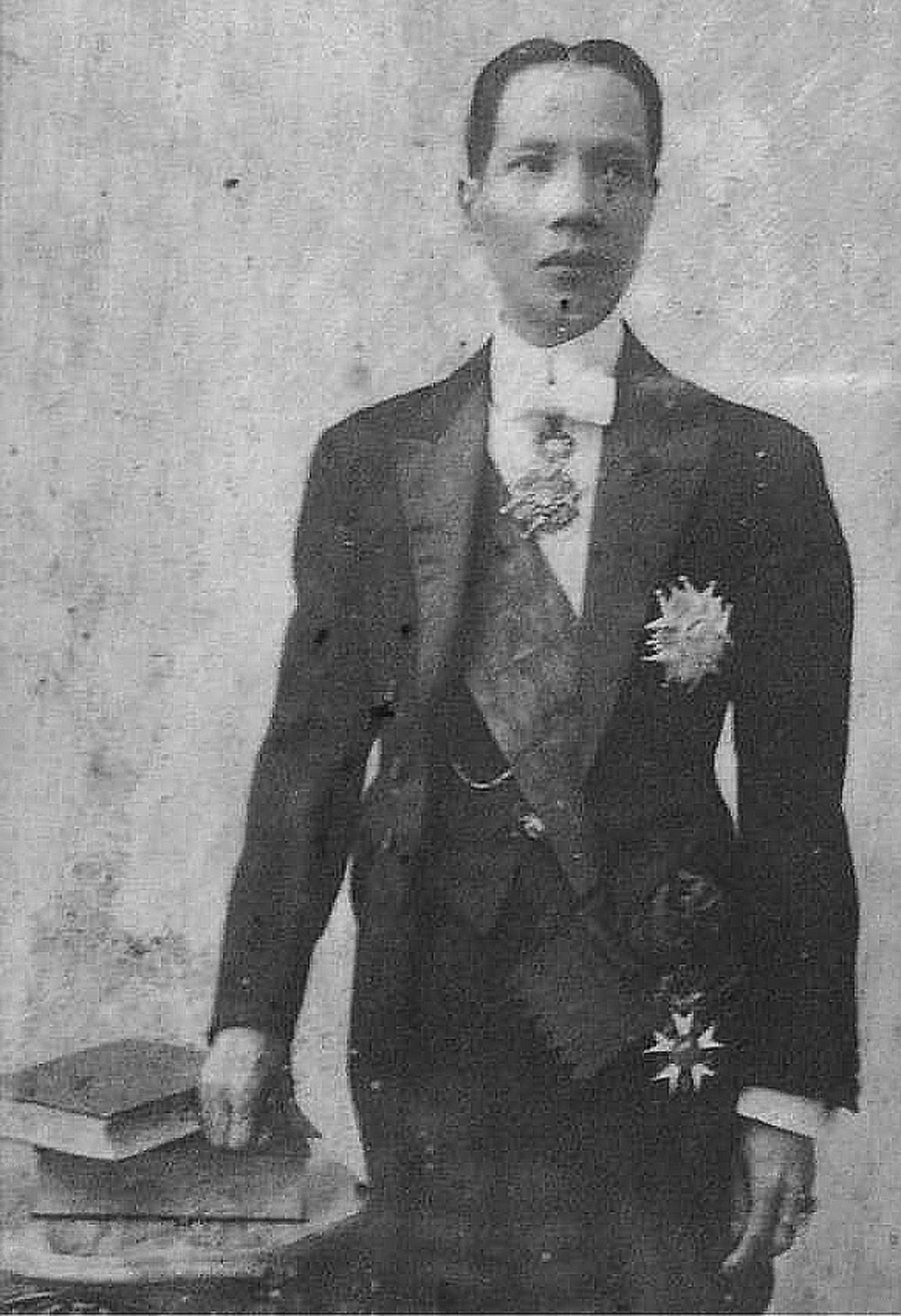
Khải Định (1885–1925)

- Khái Hưng (1896–1947), vietnamesischer Autor, Journalist und Politiker
- Khai Saen-Phon-On, Lawrence (1928–2007), thailändischer Geistlicher, Erzbischof des Erzbistums Thare und Nonseng in Sakon Nakhon, Thailand
- Khaibari, Abdullah Al- (* 1996), saudi-arabischer Fußballspieler
- Khaibri, Abdulmalek al- (* 1986), saudi-arabischer Fußballspieler
- Khain, Ruslan (1972–2022), russischer Jazzmusiker
- Khaing Zar Aung (* 1984), myanmarische Gewerkschaftsführerin und Menschenrechtsaktivistin
- Khaing, Zar Lin (* 1991), burmesische Badmintonspielerin
- Khaira, Jujhar (* 1994), kanadischer Eishockeyspieler
- Khairallah, Mounir (* 1953), libanesischer Geistlicher, maronitischer Bischof von Batrun
- Khairat, Abu-Bakr (1910–1963), ägyptischer Architekt und Komponist
- Khairat, Omar (* 1949), ägyptischer Komponist
- Khaire, Hassan Ali (* 1968), somalisch-norwegischer Politiker und ehemaliger Premierminister Somalias
- Khaireh, Zeinab Mohamed (* 1991), dschibutische Leichtathletin
- Khairuddin Mat Yusof (* 1948), malaysischer General und Unternehmer
- Khairul Akmal, Luqmanul Hakim (* 1999), malaysischer Sprinter
- Khairul Helmi Johari (* 1988), malaysischer Fußballspieler
- Khairullah, Rudy (* 1994), singapurischer Fußballspieler
- Khairy Jamaluddin (* 1976), malaysischer Politiker
- Khairy, Abla (* 1961), ägyptische Schwimmerin
- Khairy, Mohamed (* 1981), ägyptischer Snookerspieler
- Khairy, Suzi (* 1945), ägyptische Schauspielerin und Bauchtänzerin
- Khairzad, Nazima (* 2002), afghanische Skirennfahrerin
- Khaiseb, Costa (* 1980), namibischer Fußballspieler
- Khaizan, Baihakki (* 1984), singapurischer Fußballspieler

#### Khaj
- Khaji, Ali Asghar (* 1953), iranischer Diplomat

#### Khak
- Khaka, Ayabonga (* 1992), südafrikanische Cricketspielerin
- Khaketla, Bennett Makalo (1913–2000), lesothischer Politiker, Schriftsteller und Lehrer
- Khaketla, 'Mamphono (* 1960), lesothische Mathematikerin und Hochschullehrerin
- Khaketla, ’Masechele Caroline Ntšeliseng (1918–2012), lesothische Schriftstellerin und Lehrerin
- Khakhar, Bhupen (1934–2003), indischer Maler
- Khakyab Dorje (1871–1922), fünfzehnter Lama in der Inkarnationsreihe der Karmapas
- Khakzadeh, Lamiss (* 1975), österreichische Juristin
- Khakzar, Karim (* 1960), deutscher Elektroingenieur und HochschulprofessorKarim Khakzar (* 1960)

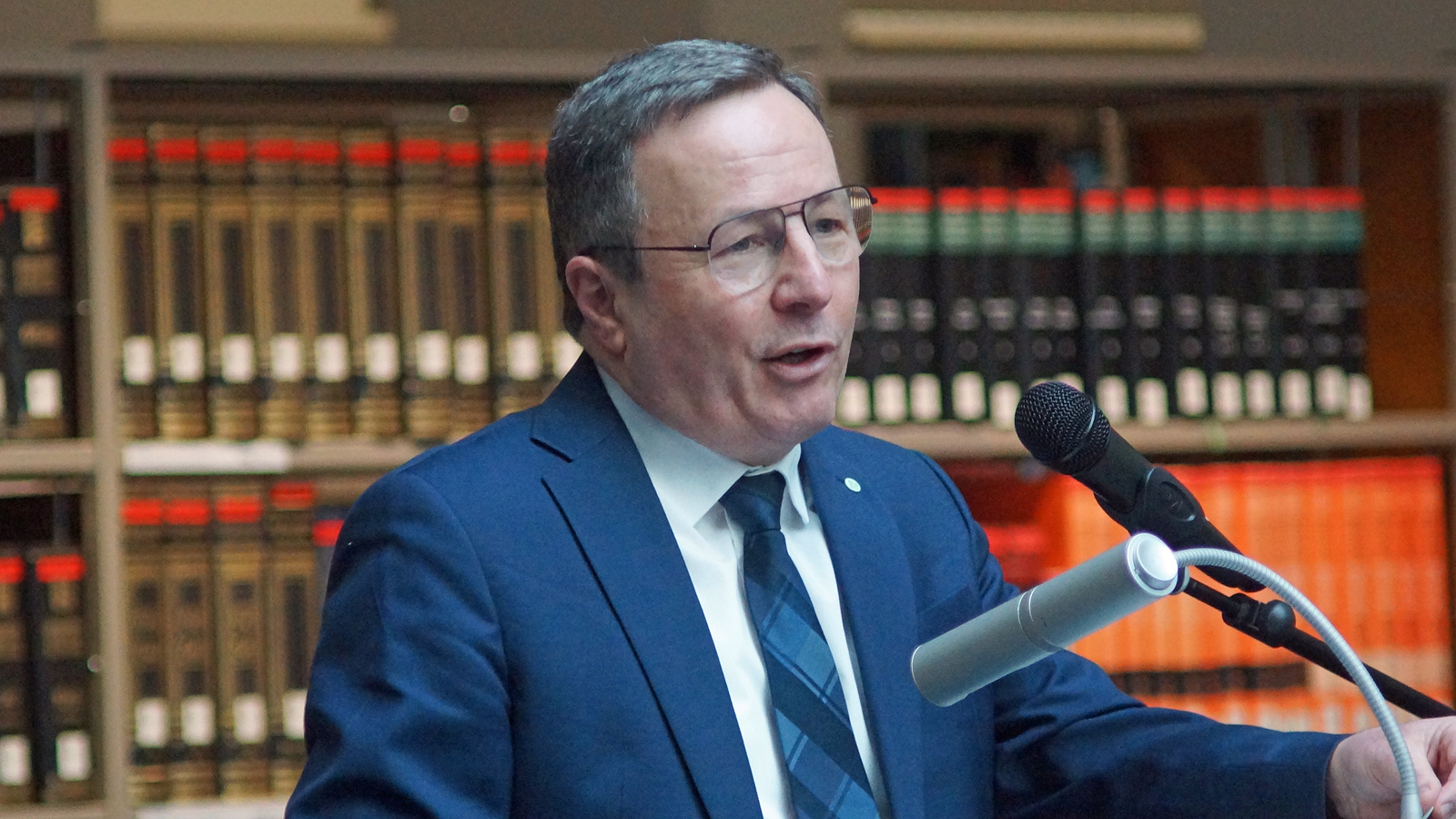
Karim Khakzar (* 1960)

#### Khal
- Khal, Yusuf al- (1917–1987), arabischer Schriftsteller und Übersetzer
- Khala, Sheila (* 1990), lesothische Dichterin
- Khalaf Hanna al-Twal, Khalida, jordanische Polizeibeamtin
- Khalaf, Hevrin (1984–2019), kurdisch-syrische Politikerin (Future Syria Party)
- Khalaf, Roula, britisch-libanesische Journalistin
- Khalaf, Salah (1933–1991), zweiter Chef und Chef der Spionage der PLO und der zweitälteste offizielle Vertreter der Fatah nach Jassir Arafat 1991
- Khalaf, Trip, Tontechniker
- Khalaili, Anan (* 2004), israelischer Fußballspieler
- Khalaj, Melissa (* 1989), deutsche Moderatorin und Sängerin iranischer Abstammung
- Khalatbari, Babak (* 1975), deutscher Politikwissenschaftler
- Khalatbari, Hooman, iranischer Pianist und Dirigent
- Khalatbari, Mohammad Reza (* 1983), iranischer Fußballspieler
- Khalatbari, Sandra (* 1971), deutsche Politikerin (CDU), MdA
- Khaldi, Hajar al- (* 1995), bahrainische Sprinterin
- Khaldi, Mohsin al- (* 1988), omanischer Fußballspieler
- Khaldi, Saeed al (* 1998), bahrainischer Sprinter
- Khaled bin Muhammad Al Nahyan (* 1982), Kronprinz von Abu Dhabi
- Khaled Mahmoud, Rana (* 2001), ägyptische Diskuswerferin
- Khaled, Amr (* 1967), islamischer Fernsehprediger
- Khaled, Cheb (* 1960), internationaler Vertreter der algerischen Volks- und Populärmusik RaïCheb Khaled (* 1960)

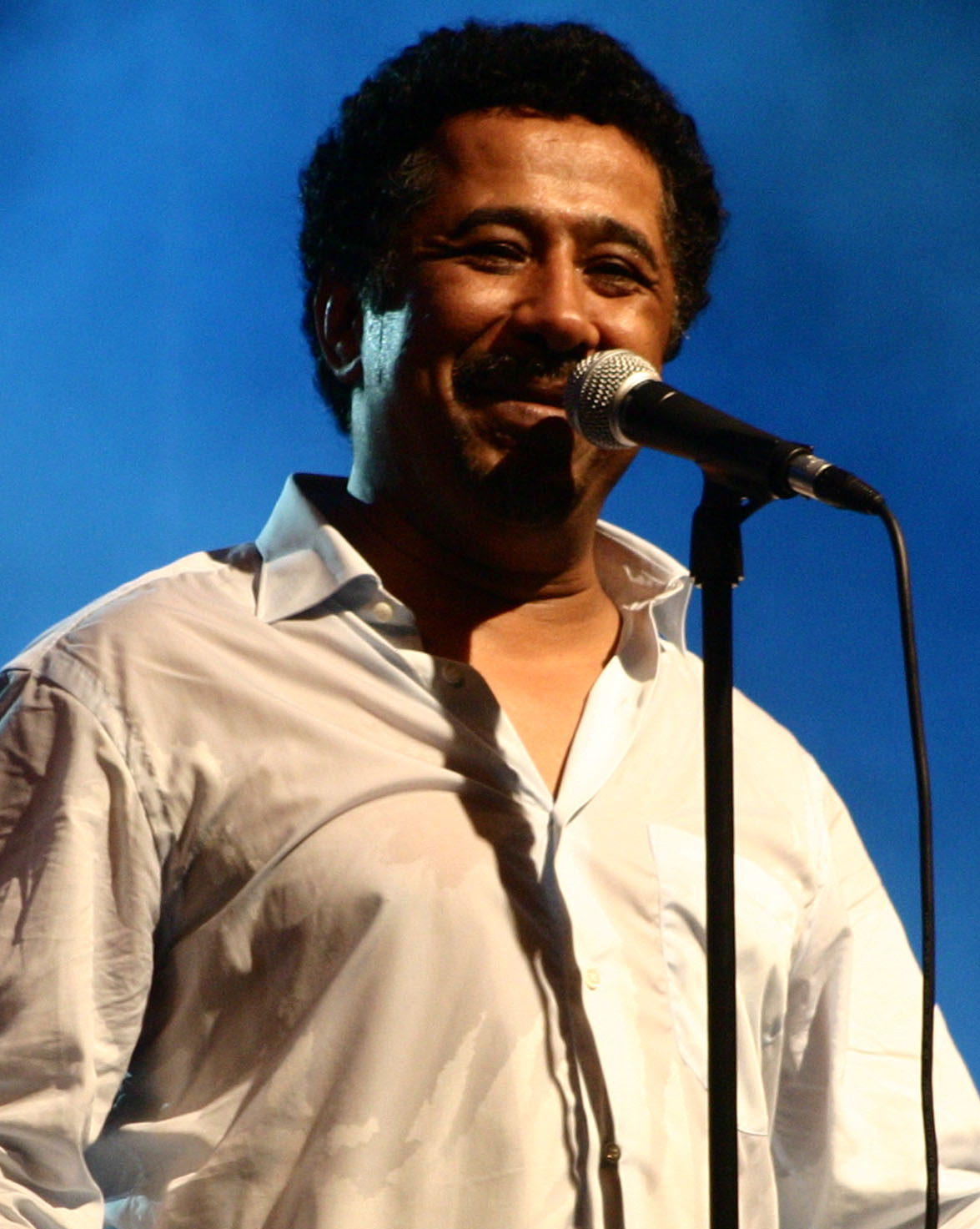
Cheb Khaled (* 1960)

- Khaled, Mona (* 1994), ägyptische Schachspielerin
- Khaleda Zia (* 1945), bengalische Politikerin, Premierministerin von Bangladesch
- Khaleed, Jazra (* 1979), griechischer Lyriker und Übersetzer
- Khalek, Hisham Abdel (* 1979), ägyptischer Filmproduzent, Regisseur und Drehbuchautor
- Khalfan, Moosa, katarischer Bahn-, Mountainbike- und Straßenradrennfahrer
- Khalfan, Nizar (* 1988), tansanischer Fußballspieler
- Khalfaoui, Mouez (* 1970), deutsch-tunesischer Islamwissenschaftler
- Khalfoun, Franck (* 1968), französisch-algerischer Filmregisseur
- Khalid (* 1998), US-amerikanischer Sänger und SongwriterKhalid (* 1998)

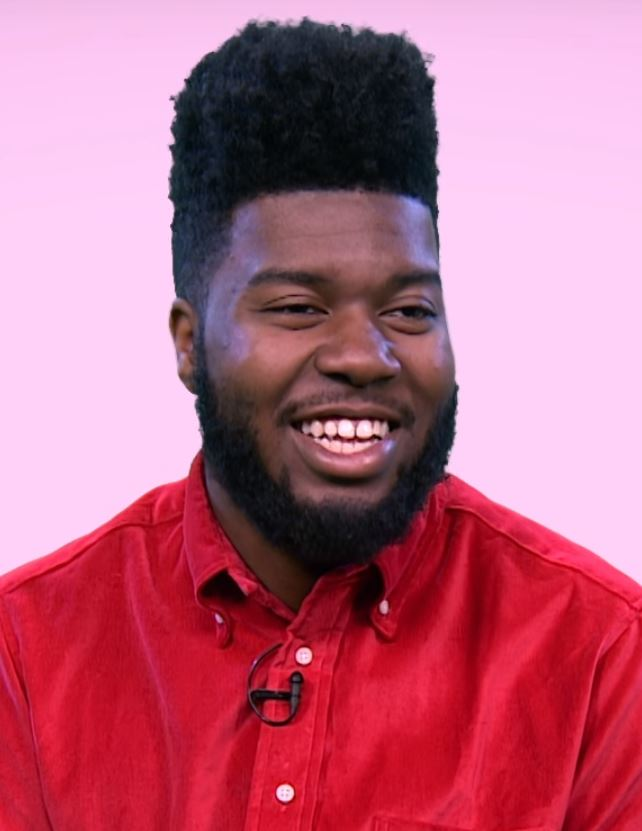
Khalid (* 1998)

- Khalid an-Naqschbandi (1916–1961), irakisch-kurdischer Politiker
- Khalid bin Bandar bin Sultan Al Saud (* 1977), saudischer Diplomat und Geschäftsmann
- Khalid bin Faisal (* 1940), saudi-arabischer Politiker, Mitglied des Hauses Saud
- Khalid bin Salman (* 1988), saudi-arabischer Botschafter und Prinz
- Khalid bin Saud Al Saud, saudi-arabischer Politiker und Mitglied der Königsfamilie
- Khalid ibn Abd al-Aziz (1912–1982), saudi-arabischer König (1975–1982)
- Khalid ibn Sultan (* 1949), saudi-arabischer Politiker
- Khalid, Adeeb (* 1964), Islamwissenschaftler und Hochschullehrer
- Khalid, Khairulhin (* 1991), singapurischer Fußballspieler
- Khalid, Mahmud, ghanaischer Regionalminister
- Khalid, Miraj (1916–2003), pakistanischer Politiker Premierminister von Pakistan
- Khalid, Mohd Lutfi Zaim Abdul (* 1989), malaysischer Badmintonspieler
- Khalidi, Rashid (* 1948), US-amerikanisch-palästinensischer Historiker
- Khalidi, Torki al- (* 1982), kuwaitischer Handballspieler
- Khalidi, Walid (* 1925), palästinensisch-arabischer Historiker
- Khalidov, Mamed (* 1980), polnischer MMA-Kämpfer
- Khalif, Khalili (* 1997), singapurischer Fußballspieler
- Khalifa, Abd al-Karim (1924–2020), jordanischer Literaturwissenschaftler und Professor für arabische Literatur
- Khalifa, Amr Khaled (* 1992), ägyptischer Squashspieler
- Khalifa, Khaled (1964–2023), syrischer Schriftsteller
- Khalifa, Mia (* 1993), US-amerikanische Pornodarstellerin libanesischer HerkunftMia Khalifa (* 1993)

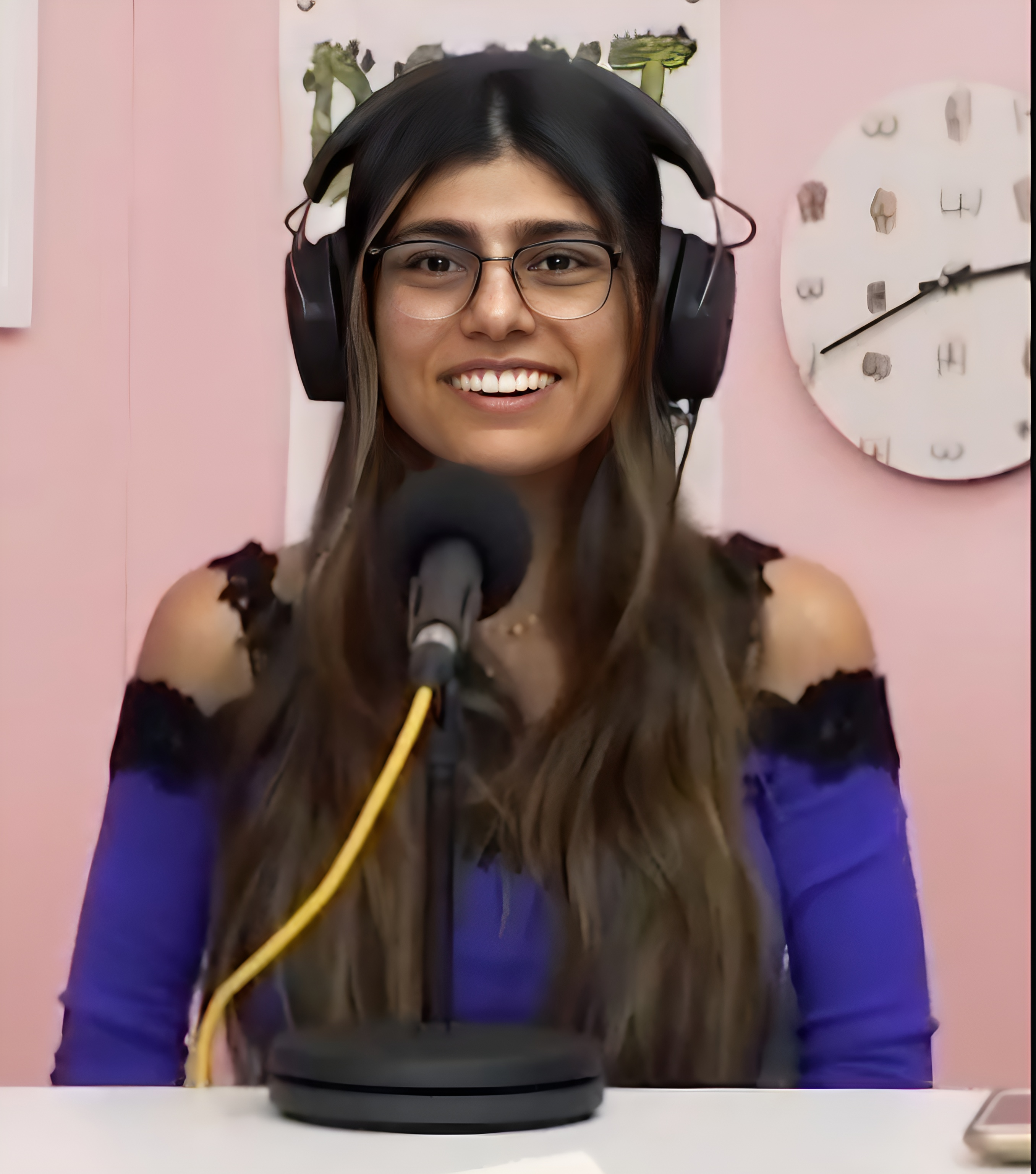
Mia Khalifa (* 1993)

- Khalifa, Mohamed (* 1996), ägyptischer Kugelstoßer
- Khalifa, Mohamed Asswai (* 1944), libyscher Hürdenläufer
- Khalifa, Omer (* 1956), sudanesischer Leichtathlet
- Khalifa, Rashad (1935–1990), ägyptisch-amerikanischer Biochemiker
- Khalifa, Wiz (* 1987), US-amerikanischer RapperWiz Khalifa (* 1987)

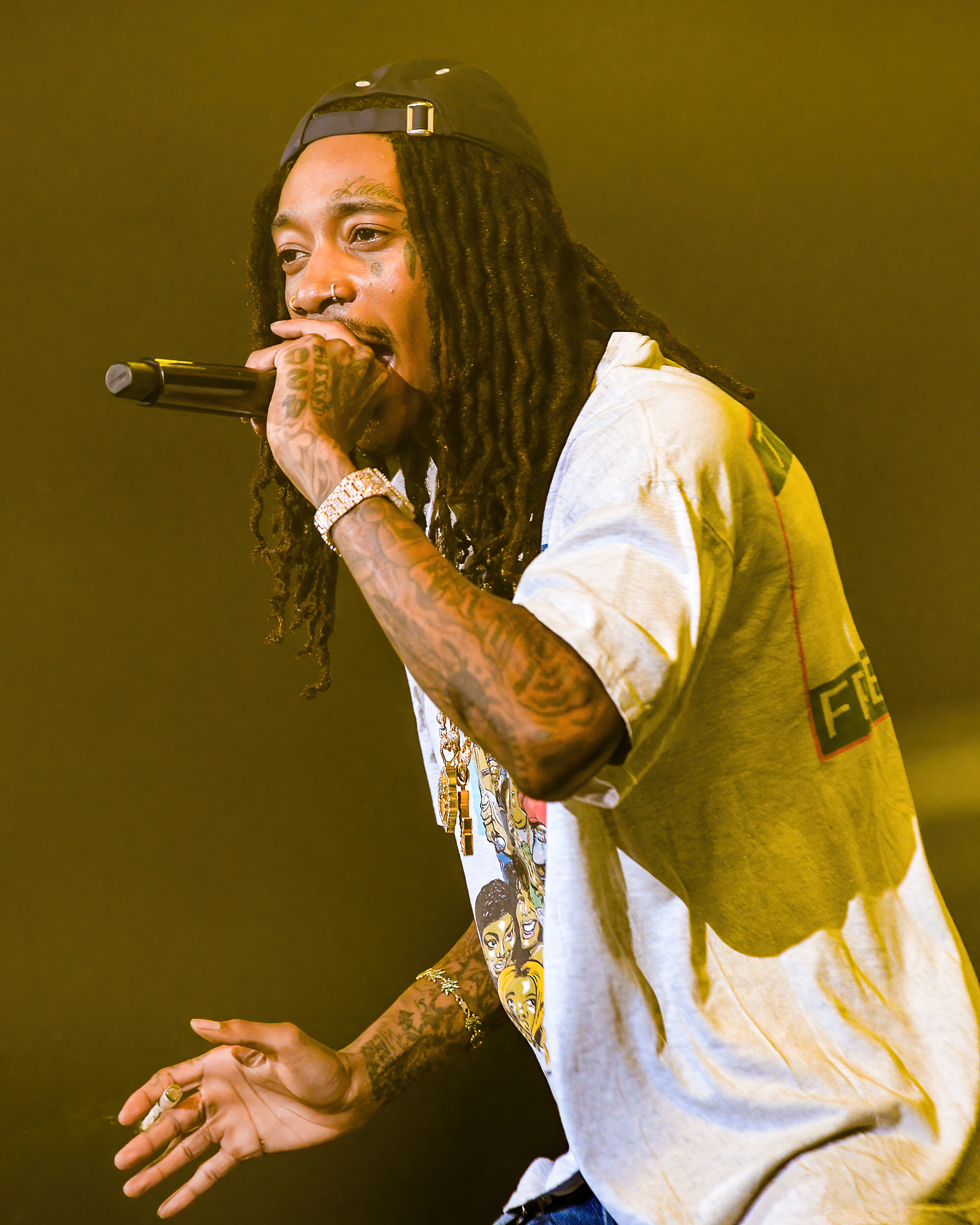
Wiz Khalifa (* 1987)

- Khalifah, Ala’ (* 1991), jordanische Leichtathletin
- Khalife, Ali (* 2001), deutscher American-Football-Spieler
- Khalifé, Ignace Abdo (1914–1998), maronitischer Bischof in Australien
- Khalife, Marcel (* 1950), libanesischer Musiker und Komponist
- Khalifeh, Imane (1955–1995), libanesische Friedensaktivistin
- Khalifeh, Sahar (* 1942), palästinensische Schriftstellerin
- Khalikov, Daniel (* 1984), usbekischer Violinist
- Khalil Aswad, Du’a († 2007), irakische Kurdin, ermordet (Ehrenmord)
- Khalil, Ahmed (* 1991), Fußballspieler aus den Vereinigten Arabischen Emiraten
- Khalil, Ahmed (* 1994), tunesischer Fußballspieler
- Khalil, Amina (* 1988), ägyptische Film- und Fernsehschauspielerin
- Khalil, Amir (* 1964), ägyptischer Veterinärmediziner und Projektleiter bei der internationalen Tierschutzorganisation Vier Pfoten
- Khalil, Ashley (* 1993), guyanische Squashspielerin
- Khalil, Basil (* 1981), palästinensischer Filmemacher
- Khalil, Christel (* 1987), US-amerikanische Schauspielerin und Synchronsprecherin
- Khalil, Ibrahim (* 2000), syrischer Sänger und Songwriter in der Jesidischen Musikszene
- Khalil, Juliette, österreichische Sängerin (Sopran)Juliette Khalil

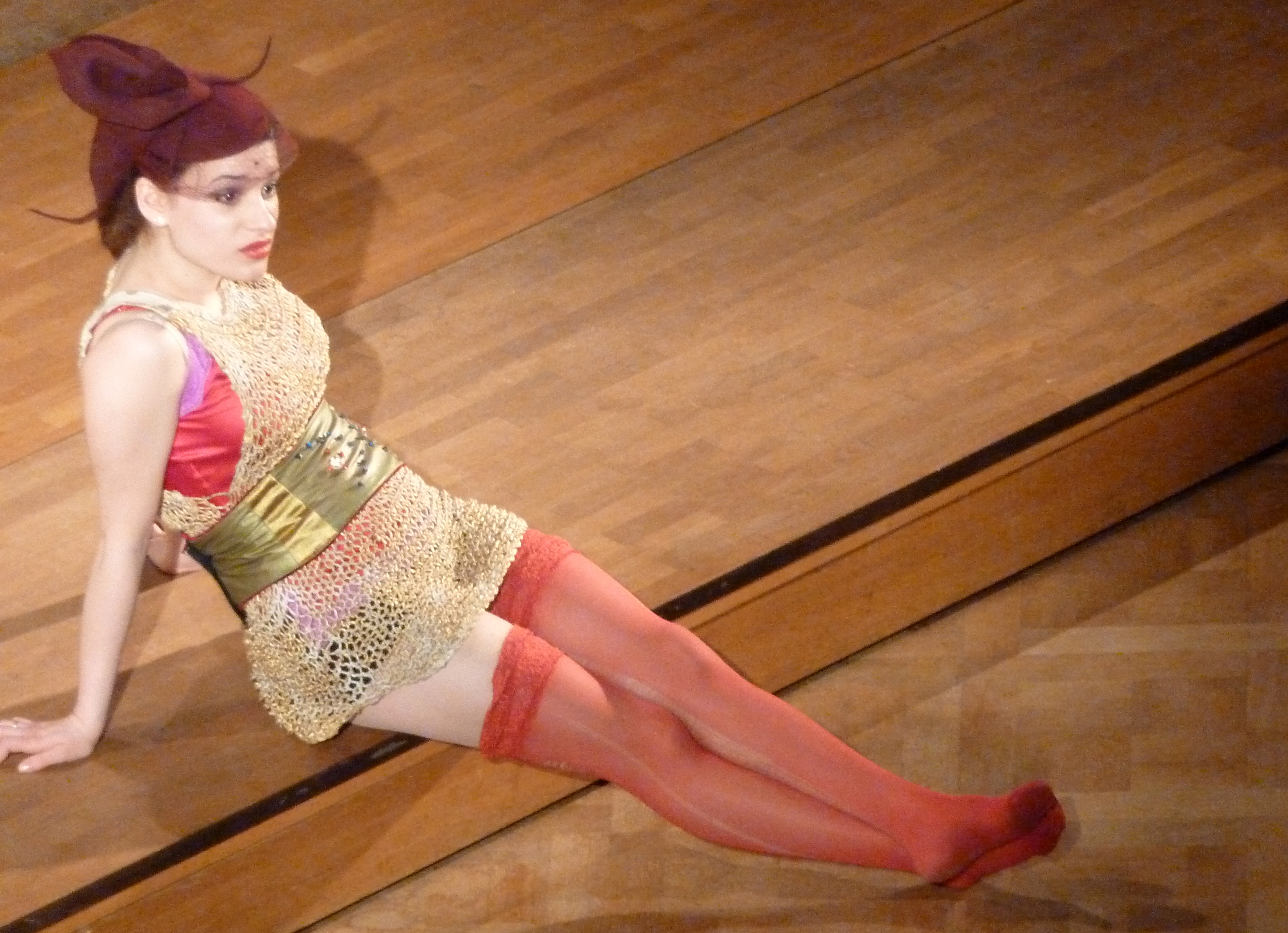
Juliette Khalil

- Khalil, Kassim Al- (1884–1916), politischer Aktivist
- Khalil, Mano (* 1964), syrisch-kurdischer Kameramann, Regisseur und Produzent
- Khalil, Mehdi (* 1991), libanesisch-sierra-leonischer Fußballspieler
- Khalil, Mona (* 1949), libanesische Umweltschützerin
- Khalil, Muhammad Abu (* 2005), malaysischer Fußballspieler
- Khalil, Oumeima El, libanesische Künstlerin
- Khalil, Rodi (* 1973), syrischer Künstler kurdischer Volkszugehörigkeit
- Khalil, Safwan (* 1986), australischer Taekwondoin
- Khalil, Salman (* 2005), ägyptischer Squashspieler
- Khalil, Yehya (* 1944), ägyptischer Jazzschlagzeuger und Bandleader
- Khalil, Youssef, libanesischer Politiker
- Khalili, Abdul (* 1992), schwedischer Fußballspieler
- Khalili, Bouchra (* 1975), marokkanisch-französische bildende Künstlerin
- Khalili, Imad (* 1987), schwedischer Fußballspieler
- Khalili, Khalilullah (1907–1987), afghanischer Dichter, Universitätsprofessor und Diplomat
- Khalili, Nader (1936–2008), iranischer Architekt
- Khalili, Saboor (* 1985), afghanischer Fußballspieler und deutscher Futsalspieler
- Khalill, Tania (* 1977), brasilianische Schauspielerin und Sängerin
- Khalilzad, Zalmay (* 1951), US-amerikanischer DiplomatZalmay Khalilzad (* 1951)

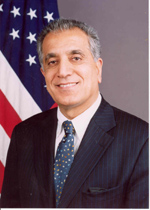
Zalmay Khalilzad (* 1951)

- Khalilzadeh, Mahmood (* 1964), schiitisch-muslimischer Gelehrter, Imam und Leiter des Zentrums der islamischen Kultur in Frankfurt/M., ehemaliger Vorsitzender der Islamischen Gemeinschaft der schiitischen Gemeinden in Deutschland
- Khalilzadeh, Shoja (* 1989), iranischer Fußballspieler
- Khaliq, Abdul (1933–1988), pakistanischer Sprinter
- Khallāfa, Sklavin und Konkubine
- Khallouk, Mohammed (* 1971), marokkanischer Politologe, Arabist und Islamwissenschaftler
- Khalsi, Mehdi (* 1986), marokkanischer Boxer

#### Kham
- Kham Fu († 1336), König von Lan Na
- Kham Koert († 1438), König von Lan Chang
- Kham Nai (1830–1858), Herrscher des Reiches Champasak
- Kham Souk (1838–1900), Herrscher des laotischen Reiches Champasak
- Khama III. († 1923), Herrscher der Bamangwato
- Khama, Ian (* 1953), botswanischer Militär, Generalleutnant und Präsident von Botswana (2008 bis 2018)
- Khama, Ruth Williams (1923–2002), botswanische First Lady
- Khama, Seretse (1921–1980), erster Präsident von BotswanaSeretse Khama (1921–1980)

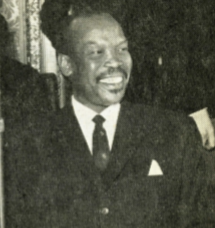
Seretse Khama (1921–1980)

- Khama, Tshekedi (* 1958), botswanischer Politiker
- Khambatta, Persis († 1998), indisches Model und Schauspielerin
- Khamed, Abdoulaye (1956–2020), nigrischer Medienmanager und Politiker
- Khamis Koko, Jalila, sudanesische Lehrerin und Menschenrechtsaktivistin
- Khamis, Abdulrahman (* 1993), bahrainischer Weitspringer und Sprinter
- Khamis, Ali Khamis (* 1995), bahrainischer Sprinter und Hürdenläufer
- Khamis, Leena (* 1986), australische Fußballspielerin
- Khamisi, Ahmed al- (* 1991), omanischer Fußballspieler
- Khamm, Corbinian (1645–1730), deutscher Benediktiner
- Khammao Vilai (1892–1965), laotischer Politiker, Premierminister der ersten freien laotischen Regierung (1945–1949)
- Khampepe, Sisi (* 1957), südafrikanische Verfassungsrichterin
- Khamphan, Thomas (1925–2001), laotischer Bischof, Apostolischer Vikar von Pakse (1975–2000)
- Khamphoui (1912–1982), laotische Königin
- Khamra († 988), Sklavin und Konkubine
- Khamrakulov, Ibragim (* 1982), usbekisch-spanischer Schachgroßmeister
- Khamsé Vithavong, Jean (1942–2024), laotischer römisch-katholischer Ordensgeistlicher, Apostolischer Vikar von Vientiane
- Khamsing Srinawk (* 1930), thailändischer Autor
- Khamtam († 1433), König des Reiches Lan Chang
- Khamtrül Tendzin Chökyi Nyima (1730–1779), 4. Khamtrül Rinpoche

#### Khan
- Khan Farzine, Mirza Mohamed Ali (* 1878), persischer Diplomat und Politiker
- Khan Jahan Ali († 1459), türkischstämmiger Heerführer unter dem in Delhi herrschenden Tughluq-Sultan Nasir-ud-din Mahmud Shah
- Khan Mohammadi, Bismillah (* 1961), afghanischer Stabschef der Nationalarmee, Innenminister
- Khan Temir († 1637), tatarischer Heerführer und Khan der Jedisan, Budschak und Dobrudscha-Horde
- Khan, Aamir (* 1965), indischer SchauspielerAamir Khan (* 1965)

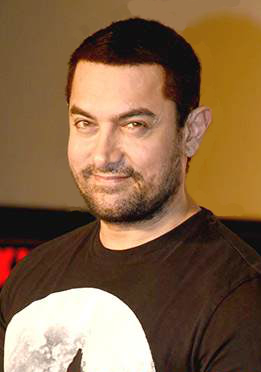
Aamir Khan (* 1965)

- Khan, Aamir Atlas (* 1990), pakistanischer Squashspieler
- Khan, Abdul Faheem (* 1970), chinesischer Squashspieler (Hongkong)
- Khan, Abdul Kadir (1936–2021), pakistanischer IngenieurAbdul Kadir Khan (1936–2021)

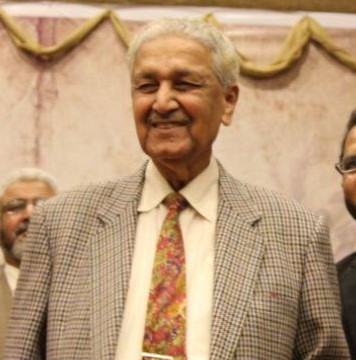
Abdul Kadir Khan (1936–2021)

- Khan, Abdul Karim (1872–1937), klassischer indischer Sänger
- Khan, Abdul Salik, pakistanischer Diplomat
- Khan, Abdul Wali (1917–2006), pakistanischer Politiker
- Khan, Abu, gambischer Seyfo
- Khan, Adam (* 1985), britisch-pakistanischer Rennfahrer
- Khan, Adilur Rahman, bangladeschischer Menschenrechtler und Jurist
- Khan, Akhtar Hameed (1914–1999), pakistanischer Sozialwissenschaftler
- Khan, Akram (* 1974), britischer Tänzer und Choreograf
- Khan, Aleem (* 1985), britischer Filmregisseur und Drehbuchautor
- Khan, Ali (* 1954), deutscher Fernseh- und Radiomoderator, Kabarettist und Rockschlagzeuger
- Khan, Ali (* 1990), pakistanischer Cricketspieler
- Khan, Ali (* 2001), britischer Schauspieler
- Khan, Ali Ahmad (1883–1929), afghanischer Politiker
- Khan, Ali Akbar (1922–2009), indischer Musiker
- Khan, Allauddin († 1972), indischer Sarodspieler und Komponist
- Khan, Aly (1911–1960), pakistanischer Prinz, Sohn von Aga Khan III.Aly Khan (1911–1960)

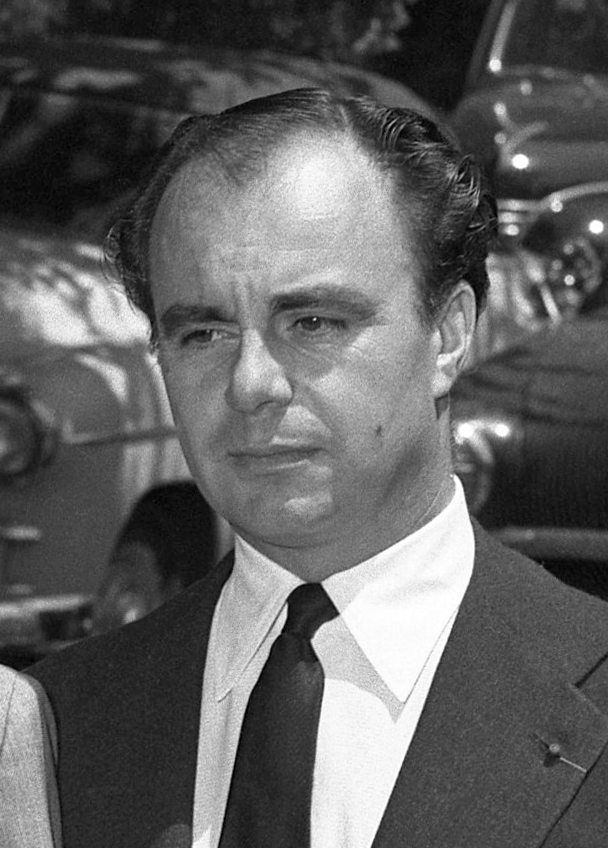
Aly Khan (1911–1960)

- Khan, Amadou O., gambischer Politiker
- Khan, Amanat Ali (1922–1974), pakistanischer Sänger und Komponist
- Khan, Amanullah (1892–1960), König von Afghanistan
- Khan, Amir (1912–1974), indischer Sänger
- Khan, Amir (* 1986), pakistanisch-britischer Boxer
- Khan, Amjad (* 1980), pakistanischer Squashspieler
- Khan, Amjad Ali (* 1945), indischer Sarodspieler, Komponist und Musikpädagoge
- Khan, Anwar Ahmad (1933–2014), pakistanischer Feldhockeyspieler
- Khan, Arif (* 1990), indischer Skirennläufer
- Khan, Arif Mohammad (* 1951), indischer Politiker
- Khan, Arslan, Herrscher der Karachaniden-Dynastie
- Khan, Asif Hossain (* 1986), bangladeschischer Sportschütze
- Khan, Asim (* 1996), pakistanischer Squashspieler
- Khan, Ataur Rahman (1905–1991), bangladeschischer Politiker, Premierminister von Bangladesch
- Khan, Atlas, pakistanischer Squashspieler
- Khan, Ayaan (* 1992), englischer Cricketspieler
- Khan, Ayaan Ali (* 1979), indischer Musiker
- Khan, Ayesha (* 2002), indische Schauspielerin
- Khan, Azam (1926–2020), pakistanischer Squashspieler
- Khan, Bade Ghulam Ali (1902–1968), indischer Sänger
- Khan, Bahadur (1931–1989), indischer Sarodspieler, Komponist und Musikpädagoge
- Khan, Basem (* 1979), deutscher Politiker (SPD), MdBB
- Khan, Bilal (* 1999), omanischer Cricketspieler
- Khan, Bismillah (1916–2006), indischer Musiker
- Khan, Bökey († 1815), kasachischer Fürst
- Khan, Carla (* 1981), pakistanische Squashspielerin
- Khan, Chaudhry Nisar Ali, pakistanischer Politiker
- Khan, Colin (* 1999), Schweizer Unihockeyspieler
- Khan, Conrad (* 2000), britischer Nachwuchsschauspieler
- Khan, Cynthia (* 1968), taiwanische Schauspielerin und Kampfsportlerin
- Khan, Daniel-Erasmus (* 1961), deutscher Rechtswissenschaftler
- Khan, Danish Atlas (* 1994), pakistanischer Squashspieler
- Khan, Dannielle (* 1995), britische Bahnradsportlerin
- Khan, Dario (* 1984), mosambikanischer Fußballspieler
- Khan, Daulat (* 1957), pakistanischer Squashspieler
- Khan, Dayan (* 1464), Nachfahre Dschingis Khans
- Khan, Deeyah (* 1977), norwegische Musikerin, Filmemacherin und Menschenrechtsaktivistin
- Khan, Eddie (* 1935), US-amerikanischer Jazzbassist
- Khan, Enayat (1894–1938), indischer Sitahar- und Surbaharspieler
- Khan, Faiyaz (1886–1950), indischer Sänger und Komponist
- Khan, Farah (* 1965), indische Choreografin
- Khan, Faraz (* 1993), US-amerikanischer Squashspieler
- Khan, Fardeen (* 1974), indischer Schauspieler
- Khan, Fatima (* 1987), deutsche Autorin und Literaturvermittlerin
- Khan, Fatou, gambische Politikerin
- Khan, Fazlur (1929–1982), bangladeschisch-amerikanischer Bauingenieur
- Khan, Feroze (1904–2005), pakistanischer Hockeyspieler und Olympiasieger
- Khan, Hamid (* 1965), singapurischer Badmintonspieler
- Khan, Hanif (* 1959), pakistanischer Feldhockeyspieler
- Khan, Hasan Ali (1951–2023), indischer Unternehmer
- Khan, Hashim († 2014), pakistanischer Squashspieler und -trainer
- Khan, Hassan (* 1975), britisch-ägyptischer Konzeptkünstler
- Khan, Hazrat Inayat (1882–1927), sufischer MystikerHazrat Inayat Khan (1882–1927)

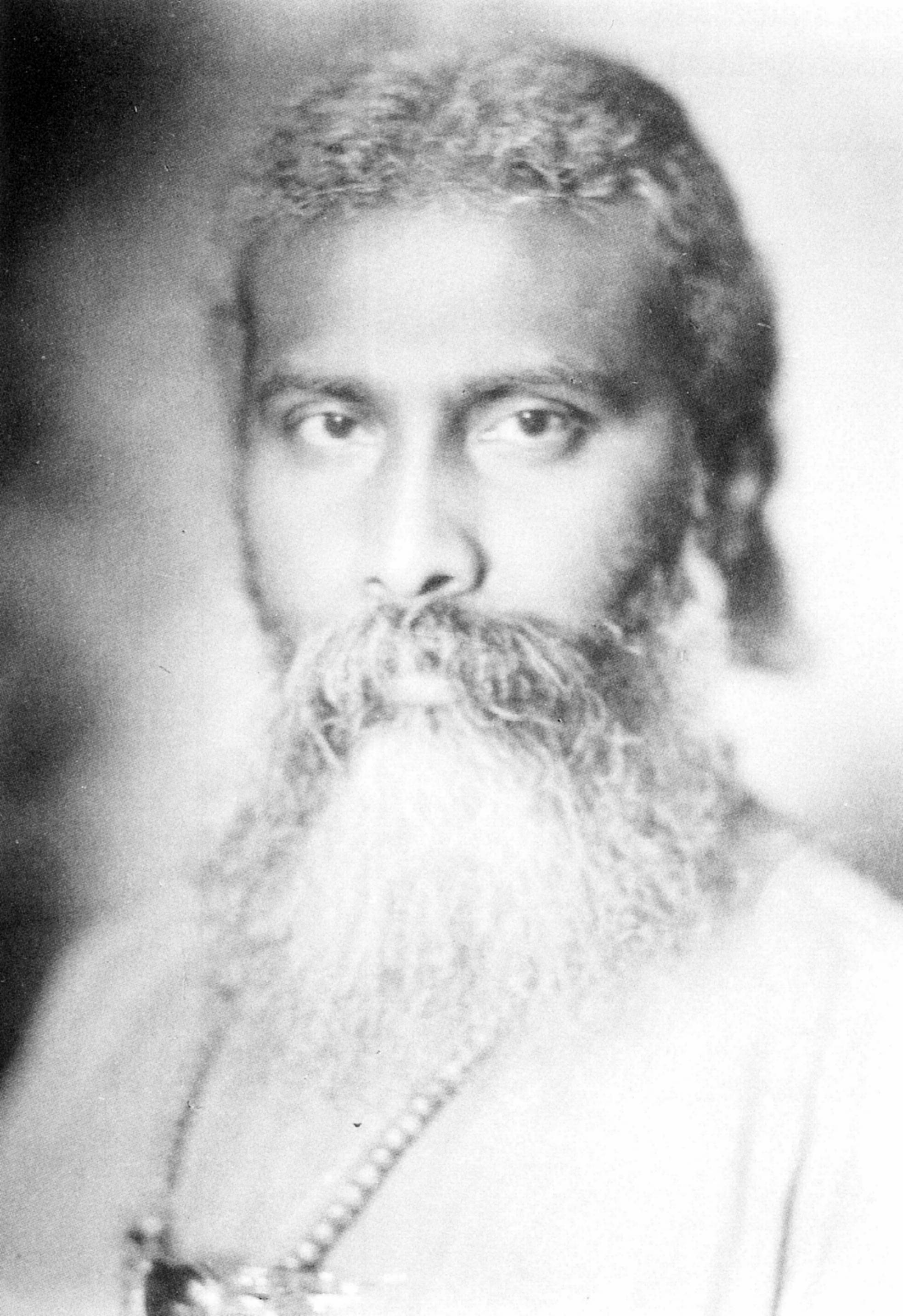
Hazrat Inayat Khan (1882–1927)

- Khan, Helena (1923–2019), bangladeschisch-amerikanische Autorin
- Khan, Humayun (1976–2004), US-amerikanischer Offizier
- Khan, Ibrahim (1936–2007), sudanesischer Schauspieler
- Khan, Imdad (1848–1920), indischer Sitar- und Subaharspieler, Sänger und Komponist
- Khan, Imran (* 1952), pakistanischer Cricketspieler und PolitikerImran Khan (* 1952)

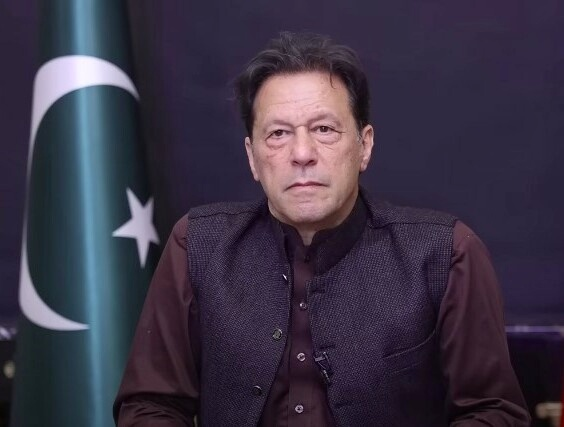
Imran Khan (* 1952)

- Khan, Imran (* 1984), pakistanischer Punjabi-Sänger
- Khan, Imran Ahmad (* 1973), britischer Politiker
- Khan, Imrat (1935–2018), indischer Sitar- und Surbaharspieler
- Khan, Inamullah (1912–1997), islamischer Gelehrter und Aktivist; Mitbegründer und langjähriger Generalsekretär des Islamischen Weltkongresses
- Khan, Insha Allah (1756–1818), indischer Dichter
- Khan, Iqbal (* 1976), Schweizer Bankmanager
- Khan, Irene (* 1956), bangladeschische Juristin, Menschenrechtsaktivistin und Autorin
- Khan, Irrfan (1967–2020), indischer Schauspieler
- Khan, Irshad, indischer Sitar- und Surbaharspieler und Musikpädagoge
- Khan, Isha (1529–1599), indischer Herrscher
- Khan, Jafar Husayn, indischer Qawwali-Sänger
- Khan, Jahangir (* 1963), pakistanischer Squashspieler und Funktionär
- Khan, Jalal (* 1927), pakistanischer Speerwerfer
- Khan, Jansher (* 1969), pakistanischer Squashspieler
- Khan, Javeria (* 1988), pakistanische Cricketspielerin
- Khan, Jay (* 1982), britischer Pop- und Schlagersänger und SongwriterJay Khan (* 1982)

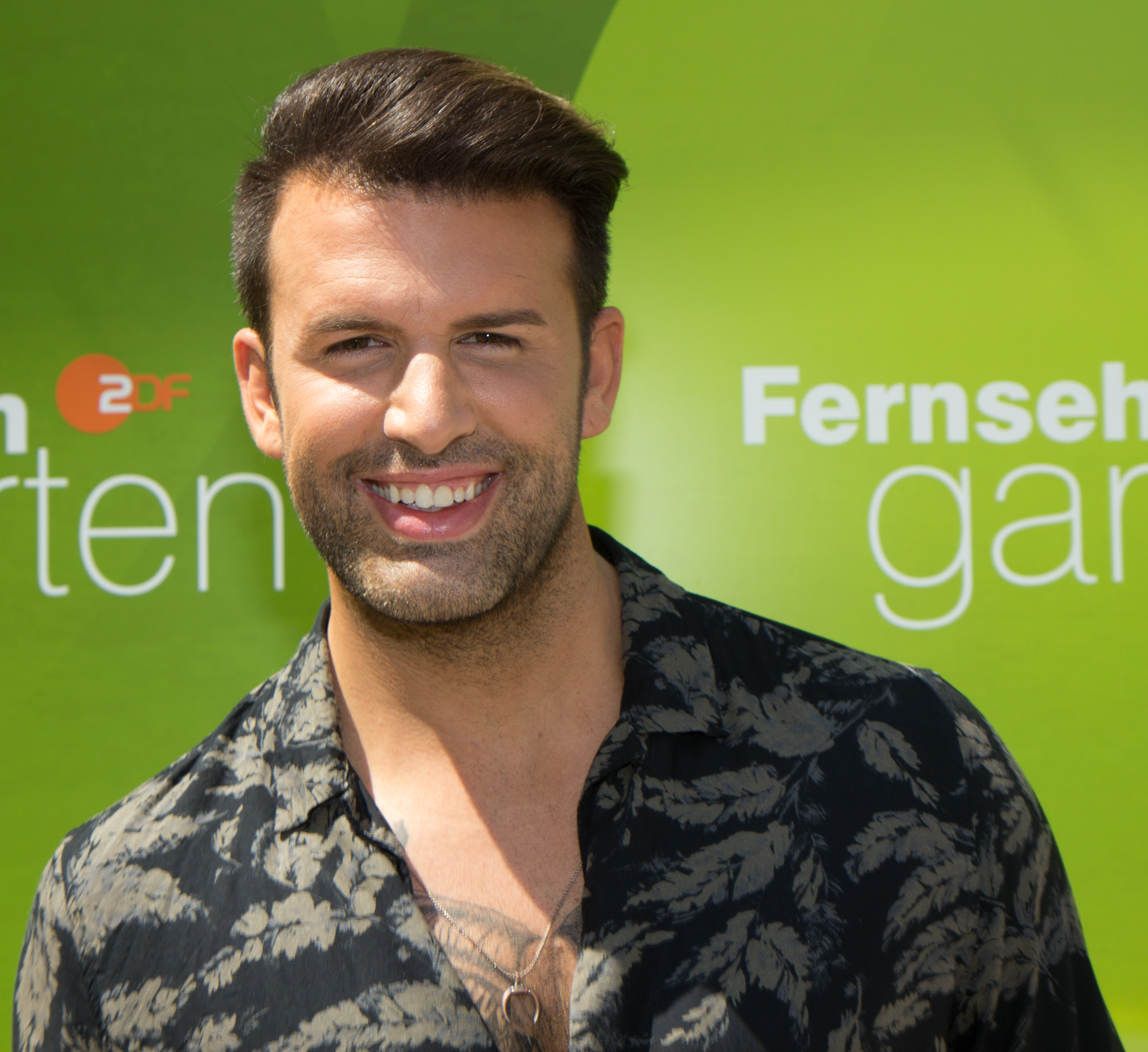
Jay Khan (* 1982)

- Khan, Jiah (1988–2013), indische Schauspielerin
- Khan, Jihad Ali (* 1979), deutscher Boxtrainer, Schauspieler und Stuntkoordinator
- Khan, Karim († 1779), Schah von Persien und Gründer der Dynastie der Zand-Prinzen
- Khan, Karim Ahmad (* 1970), britischer Anwalt
- Khan, Khalid (* 1966), deutscher Handballtrainer und Handballspieler
- Khan, Khudadad (1888–1971), Soldat der British Indian Army, Träger des Victoria Cross
- Khan, Khurram (* 1971), pakistanischer Cricketspieler aus den Vereinigten Arabischen Emiraten und Mannschaftskapitän der Nationalmannschaft der Vereinigten Arabischen Emirate
- Khan, Khurshed Alam (1919–2013), indischer Politiker
- Khan, Latasha (* 1973), US-amerikanische Squashspielerin
- Khan, Laurie (* 1943), jamaikanischer Sprinter
- Khan, Lina (* 1989), US-amerikanische Rechtswissenschaftlerin und Vorsitzende der Federal Trade Commission
- Khan, Mahira (* 1982), pakistanische Schauspielerin und Produzentin
- Khan, Majid, pakistanischer Squashspieler
- Khan, Marco-Sharif (* 1981), Musikpädagoge und Sozialaktivist im Ehrenamt
- Khan, Mariama (* 1977), gambische Dichterin, Dokumentarfilmerin und Politikerin
- Khan, Mehboob (1906–1964), indischer Filmregisseur
- Khan, Mirza (1924–2022), pakistanischer Leichtathlet
- Khan, Mirza Nasrollah († 1907), iranischer Politiker und Ministerpräsident
- Khan, Misbah (* 1989), deutsche Politikerin (Bündnis 90/Die Grünen)Misbah Khan (* 1989)

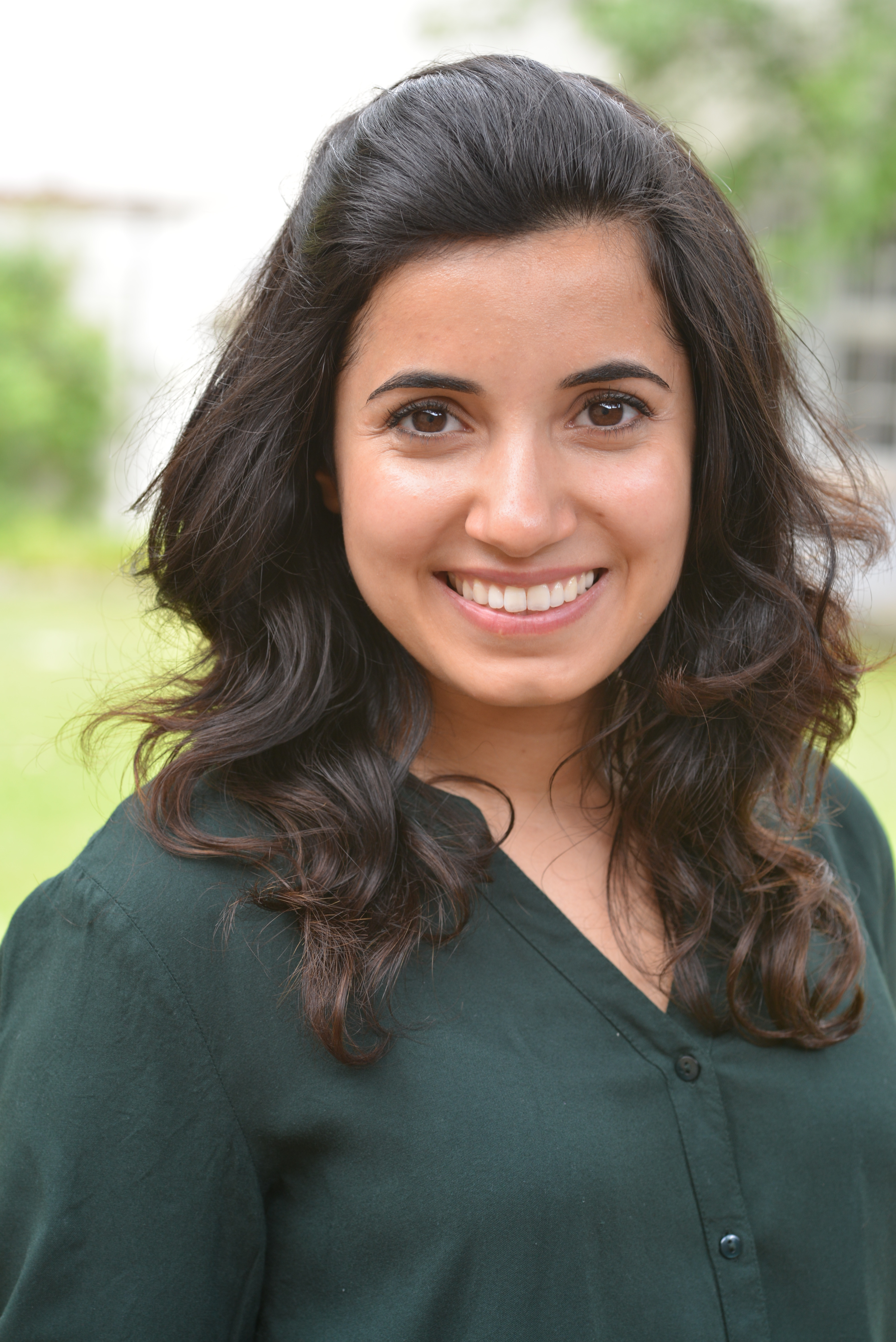
Misbah Khan (* 1989)

- Khan, Mo (1938–1994), pakistanischer Squashspieler
- Khan, Mohamed Nazim (* 1993), malaysischer Tennisspieler
- Khan, Mohammad Rafiq (1946–2019), indischer Schachmeister
- Khan, Mohammad Salar (1924–2002), bangladeschischer Botaniker und Hochschullehrer
- Khan, Mohammad Sidique (1974–2005), britischer mutmaßlicher Terrorist
- Khan, Mohammed Afzal (* 1958), britischer Politiker (Labour Party), MdEP
- Khan, Mohammed Ali (* 1988), libanesisch-schwedischer Fußballspieler
- Khan, Mohammed Daoud (1909–1978), afghanischer Staatsmann
- Khan, Mohammed Haschim (1884–1953), afghanischer Premierminister und Regent
- Khan, Mohan (* 1991), bangladeschischer Sprinter
- Khan, Mohibullah, pakistanischer Squashspieler
- Khan, Moose Ali (* 1966), britisches Model, Schauspieler, Yogalehrer und Musiker
- Khan, Muhammad Abdul Aziz (1931–2012), bangladeschischer Botaniker und Hochschullehrer
- Khan, Muhammad Sharif (* 1939), pakistanischer Herpetologe
- Khan, Muhammad Zafrullah (1893–1985), pakistanischer Politiker, Jurist und Diplomat
- Khan, Munawar Ali (1930–1989), indischer klassischer Sänger
- Khan, Nahida (* 1986), pakistanische Cricketspielerin
- Khan, Nawabzada Nasrullah (1918–2003), pakistanischer Politiker
- Khan, Nissar Hussain (1909–1993), indischer Sänger
- Khan, Nusrat Fateh Ali (1948–1997), pakistanischer MusikerNusrat Fateh Ali Khan (1948–1997)
- Khan, Omar, gambischer Politiker

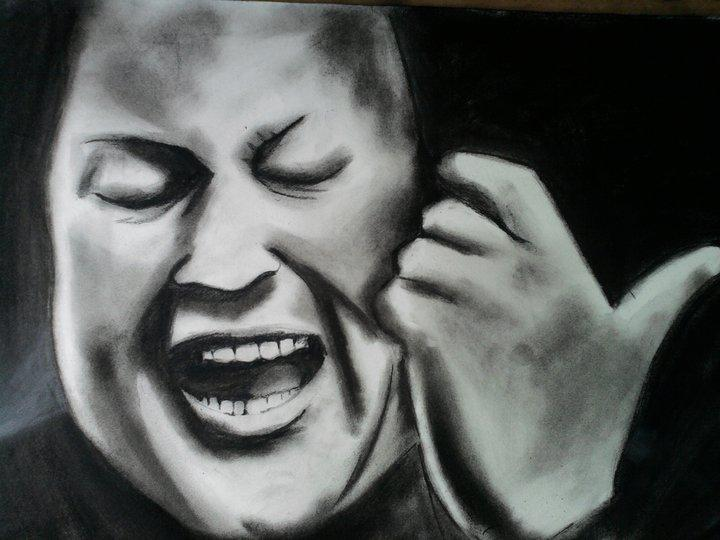
Nusrat Fateh Ali Khan (1948–1997)

- Khan, Ra’ana Liaquat Ali (1905–1990), pakistanische Frauenrechtlerin, Politikerin und Wissenschaftlerin
- Khan, Rabeya (* 2005), bangladeschische Cricketspielerin
- Khan, Raeesah (* 1993), singapurische Aktivistin und Politikerin der Arbeiterpartei
- Khan, Rahat Fateh Ali (* 1974), pakistanischer Musiker
- Khan, Rais (1939–2017), indischer Komponist, Sitarspieler und Sänger
- Khan, Rashid (1968–2024), indischer klassischer Sänger
- Khan, Rashid (* 1998), afghanischer Cricketspieler
- Khan, Roshan (1929–2006), pakistanischer Squashspieler und Trainer
- Khan, Roy (* 1970), norwegischer Sänger und Songwriter
- Khan, Runa (* 1958), bangladeschische Sozialunternehmerin
- Khan, Sabri (1927–2015), indischer Sarangispieler
- Khan, Sadiq (* 1970), britischer Politiker (Labour Party), Mitglied des House of Commons, Mayor of LondonSadiq Khan (* 1970)

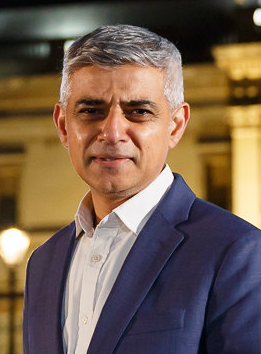
Sadiq Khan (* 1970)

- Khan, Saeed Ahmad (1900–1996), pakistanischer Religionsführer
- Khan, Saera (* 1979), norwegische Politikerin (Arbeiderpartiet), Mitglied des Storting
- Khan, Safeer Ullah (* 1985), pakistanischer Squashspieler
- Khan, Sahabzada Yaqub (1920–2016), pakistanischer Politiker, Generalleutnant und Diplomat
- Khan, Saif Ali (* 1970), indischer Schauspieler
- Khan, Sajid (1951–2023), indischer Schauspieler und Sänger
- Khan, Salamat Ali (1934–2001), pakistanischer klassischer Sänger
- Khan, Salman (* 1965), indischer Schauspieler
- Khan, Salman (* 1976), US-amerikanischer Finanzanalyst
- Khan, Samir (1985–2011), pakistanisch-amerikanischer Redaktor und Herausgeber
- Khan, Sarah (* 1971), deutsche Schriftstellerin
- Khan, Saroj (1948–2020), indische Choreografin
- Khan, Sattar (1868–1914), iranisch-aserbaidschanischer Volksheld
- Khan, Sayyid Ahmad (1817–1898), indoislamischer Denker
- Khan, Schah Mahmud (1887–1959), afghanischer Politiker
- Khan, Sean, britischer Jazzmusiker (Saxophone, Flöte)
- Khan, Serajul Alam (1941–2023), bengalischer Politiker
- Khan, Shabana (* 1968), US-amerikanische Squashspielerin
- Khan, Shadab (* 1998), pakistanischer Cricketspieler
- Khan, Shafqat Ali (* 1972), pakistanischer klassischer Sänger
- Khan, Shah Rukh (* 1965), indischer SchauspielerShah Rukh Khan (* 1965)

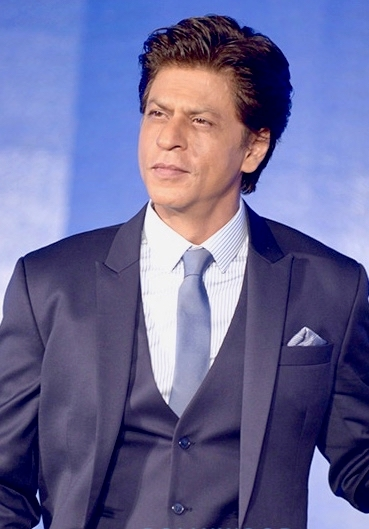
Shah Rukh Khan (* 1965)

- Khan, Shahid (* 1950), pakistanisch-US-amerikanischer UnternehmerShahid Khan (* 1950)

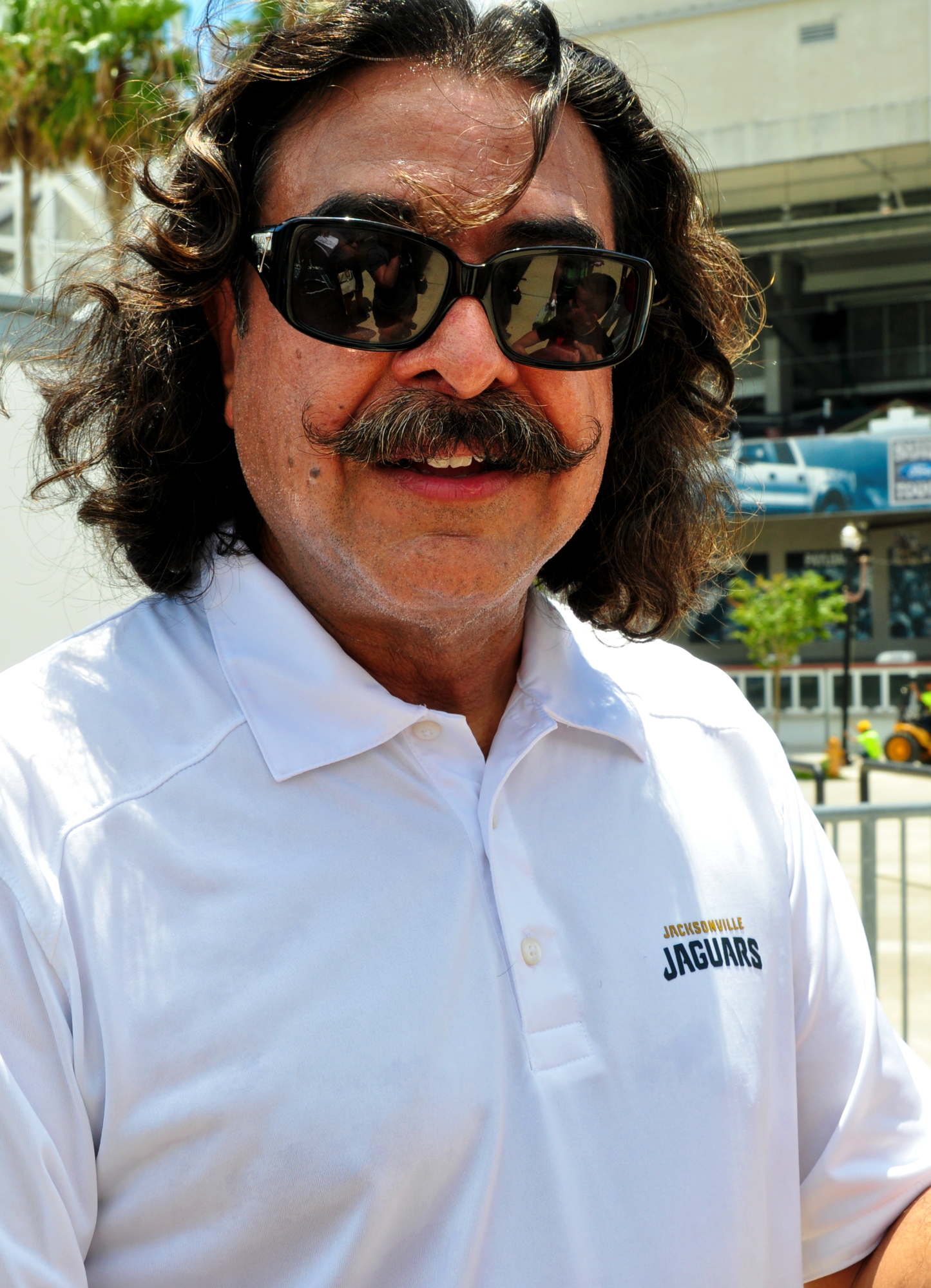
Shahid Khan (* 1950)

- Khan, Shahid Ali (* 1964), pakistanischer Hockeyspieler
- Khan, Shahjahan (* 1995), pakistanisch-US-amerikanischer Squashspieler
- Khan, Shaiza (* 1969), pakistanische Cricketspielerin und Mannschaftskapitänin der pakistanischen Frauen-Nationalmannschaft
- Khan, Shakib (* 1979), bangladeschischer Schauspieler
- Khan, Shamsher (1931–2017), indischer Schwimmer
- Khan, Shamsul Islam (* 1978), pakistanischer Squashspieler
- Khan, Sharoz (* 1997), pakistanischer Hochspringer
- Khan, Sheik Umar (1975–2014), sierra-leonischer Mediziner
- Khan, Shir Ghazi, Khan des Khanats Chiwa
- Khan, Shujaat (* 1960), indischer Sitarspieler
- Khan, Simon (* 1972), englischer Golfer
- Khan, Sohail (* 1970), indischer Bollywood-Schauspieler
- Khan, Steve (* 1947), amerikanischer Fusionmusiker
- Khan, Suhana (* 2000), indische Schauspielerin
- Khan, Suhura Ismail, äthiopische Unternehmerin
- Khan, Sultan (1940–2011), indischer Sarangi-Spieler und Sänger
- Khan, Sultan Said (1487–1533), Khan des Yarkant-Khanats
- Khan, Tanvir Ahmed (1932–2013), pakistanischer Politiker und Diplomat
- Khan, Tony (* 1982), US-amerikanischer GeschäftsmannTony Khan (* 1982)

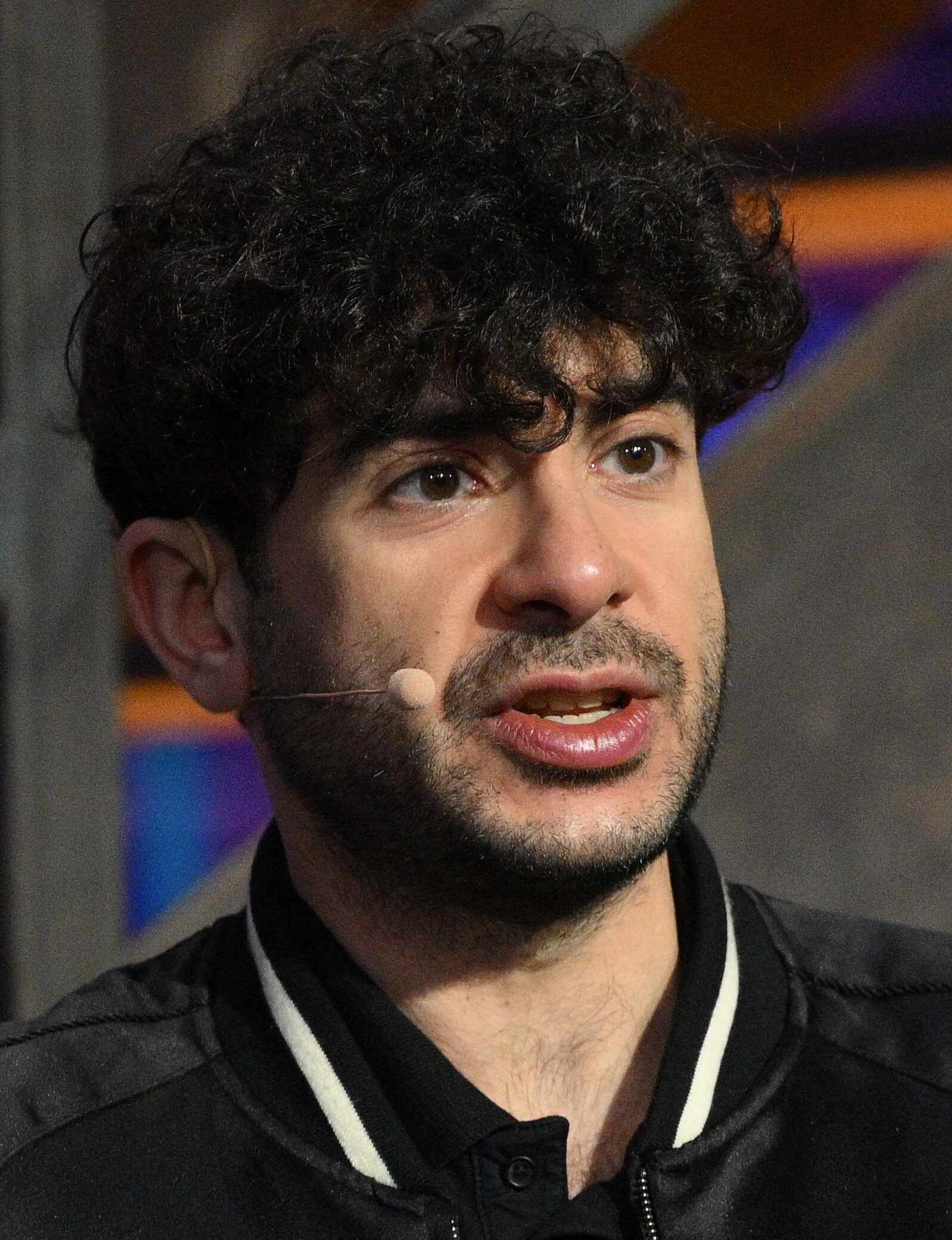
Tony Khan (* 1982)

- Khan, Umar Hayat (* 1964), pakistanischer Squashspieler
- Khan, Usman (* 1995), pakistanischer Cricketspieler
- Khan, Vilayat (1928–2004), indischer Sitarvirtuose
- Khan, Walid (* 1999), niederländischer Motorradrennfahrer
- Khan, Waseem (* 1983), pakistanischer Dreispringer
- Khan, Wazir Ali (1781–1817), indischer Herrscher
- Khan, Younis (* 1971), pakistanischer Cricketspieler und ehemaliger Kapitän der pakistanischen Nationalmannschaft in allen drei Spielformaten
- Khan, Zahir Hussein (* 1960), pakistanischer Squashspieler
- Khan, Zahoor (* 1989), pakistanischer Cricketspieler
- Khan, Zakir (* 1987), indischer Comedian
- Khan, Zane (* 2002), US-amerikanischer Tennisspieler
- Khan, Zarak Jahan (* 1967), pakistanischer Squashspieler
- Khan, Zayed (* 1980), indischer Filmschauspieler
- Khan, Zubair Jahan (* 1972), pakistanischer Squashspieler
- Khan-Hohloch, Mary (* 1994), deutsche Politikerin (AfD), Mitglied des Europäischen ParlamentsMary Khan-Hohloch (* 1994)

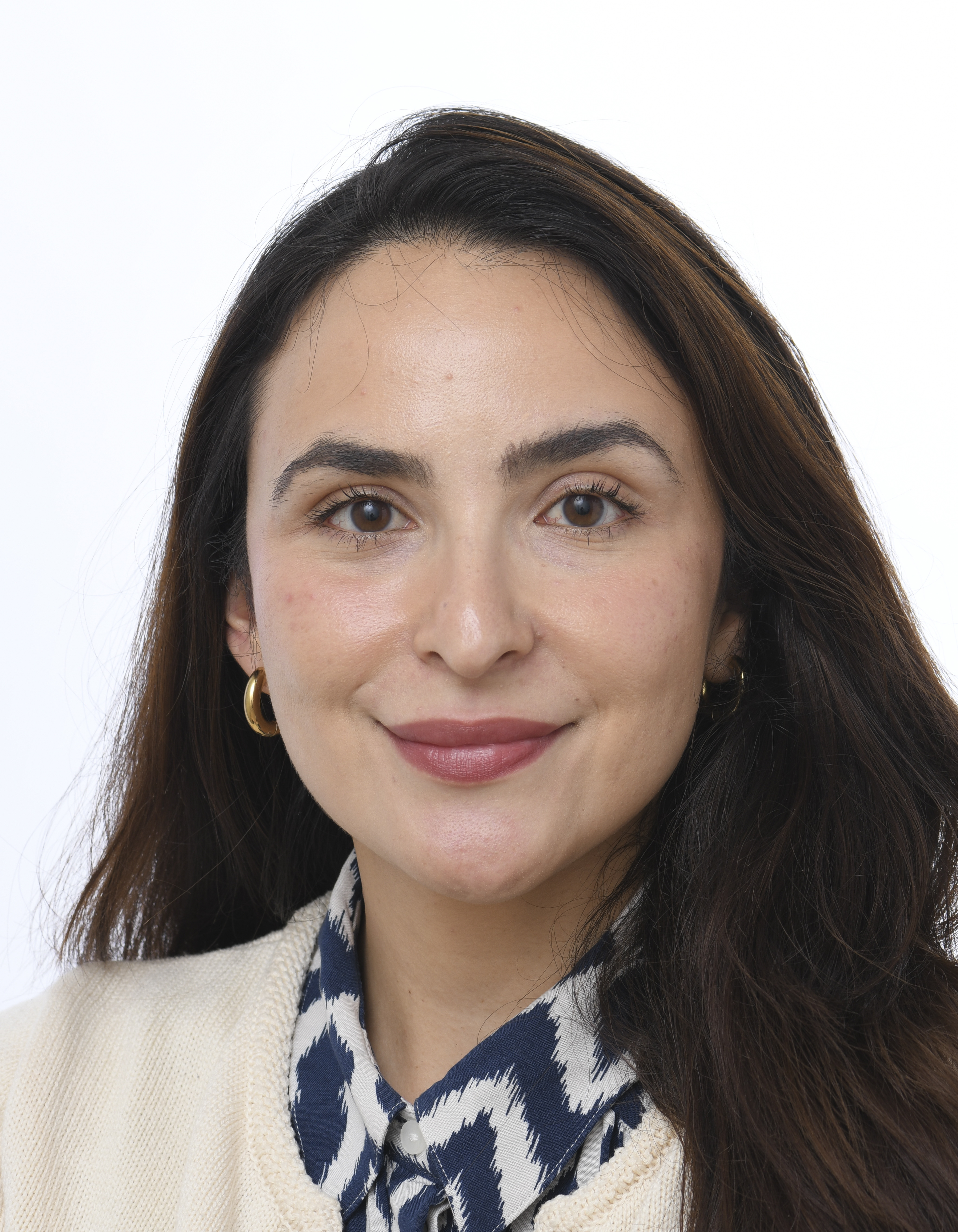
Mary Khan-Hohloch (* 1994)

- Khan-Panni, Raissa (* 1976), englische Sängerin
- Khanal, Jhala Nath (* 1950), nepalesischer Politiker
- Khanal, Ramesh Prasad (* 1961), nepalesischer Diplomat
- Khanaphod Kadee (* 2002), thailändischer Fußballspieler
- Khandekar, Madhav, indisch-kanadischer Umwelt- und Klimawissenschaftler
- Khandu, Dorjee (1955–2011), indischer Politiker
- Khandu, Pema (* 1979), indischer Politiker
- Khang, Angeli (* 2001), philippinische Schauspielerin
- Kháng, Ma Văn (* 1936), vietnamesischer Schriftsteller
- Khangchenne († 1727), tibetischer Regent
- Khangsar Dorje Chang (1870–1941), tibetischer Mönch und Gelehrter
- KHÁNH (* 1999), vietnamesischer Musikproduzent und DJ
- Khani, Behzad Karim (* 1977), iranischer Journalist und SchriftstellerBehzad Karim Khani (* 1977)

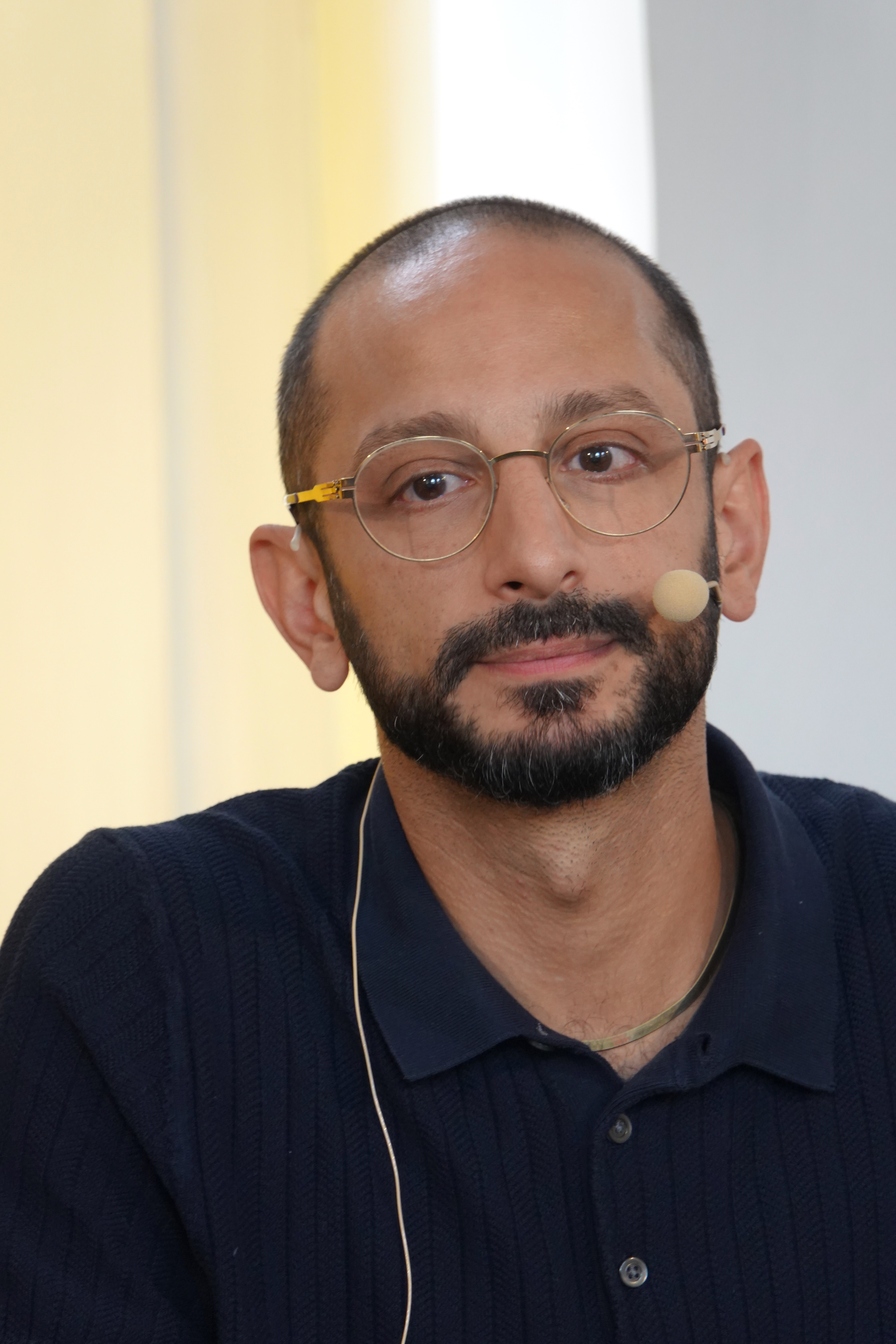
Behzad Karim Khani (* 1977)

- Khani, Kourosh (* 1989), iranischer Automobilrennfahrer
- Khanin, Vladimir Ze’ev (* 1959), israelischer Politologe und Hochschullehrer
- Khanjanpour, Hadi (* 1982), deutsch-iranischer Schauspieler, Regisseur und Autor
- Khanjian, Arsinée (* 1958), armenische Schauspielerin in Kanada
- Khankan, Adnan (* 1994), syrischer Judoka
- Khankan, Sherin (* 1974), erster weiblicher Imam in Dänemark
- Khanna, Akshaye (* 1975), indischer Filmschauspieler
- Khanna, Dinesh (* 1943), indischer Badmintonspieler
- Khanna, Harish (1925–1995), indischer Medien- und Filmfunktionär
- Khanna, Mehr Chand (1897–1970), indischer Politiker
- Khanna, Nina (* 1975), Schweizer Medizinerin und Infektiologin
- Khanna, Parag (* 1977), indisch-amerikanischer Politikwissenschaftler
- Khanna, Rajesh (1942–2012), indischer Schauspieler
- Khanna, Ro (* 1976), US-amerikanischer Politiker der Demokratischen ParteiRo Khanna (* 1976)

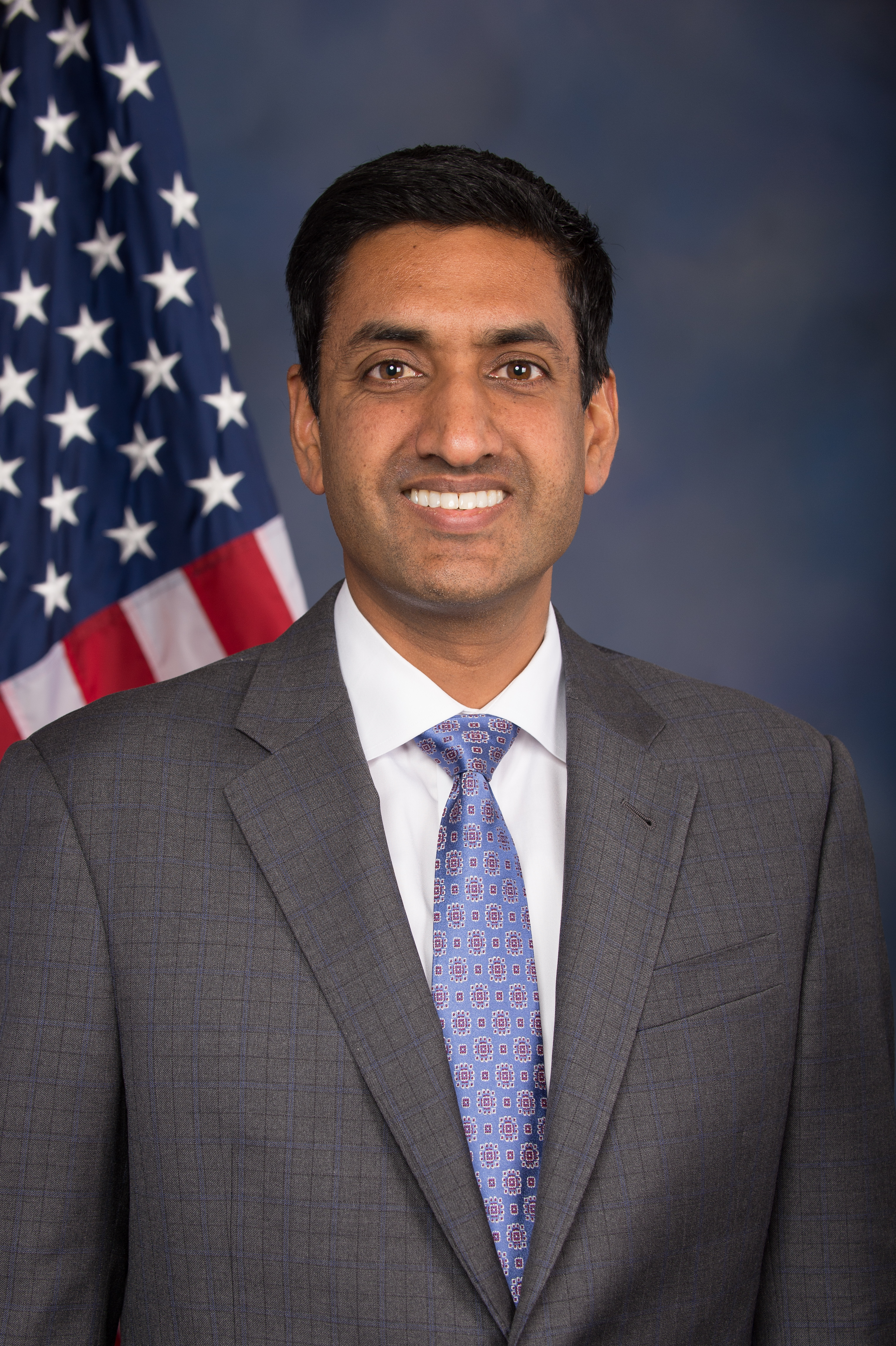
Ro Khanna (* 1976)

- Khanna, Tanvi (* 1996), indische Squashspielerin
- Khanna, Vinod (1946–2017), indischer Schauspieler, Filmproduzent und Politiker
- Khannouchi, Khalid (* 1971), US-amerikanischer Langstreckenläufer marokkanischer Herkunft
- Khannous, Bilal El (* 2004), marokkanischer Fußballspieler
- Khanon, Juri (* 1965), russischer Komponist, Pianist und Schriftsteller
- Khanonta, Jirapat (* 2005), thailändische Sprinterin
- Khanoussi, Moulay (* 1944), marokkanischer Fußballspieler
- Khanukov, Boris (1939–2023), deutscher Schachspieler
- Khanum, Farida (* 1935), pakistanische Ghazal-Sängerin
- Khanyile, Jabu (1957–2006), südafrikanischer Musiker
- Khanzadeh, Mohammad Reza (* 1992), iranischer Fußballspieler

#### Khao
- Khaokor Galaxy (* 1959), thailändischer Boxer
- Khaoui, Saîf-Eddine (* 1995), tunesisch-französischer Fußballspieler

#### Khap
- Khaparde, Saroj (* 1941), indische Politikerin

#### Khar
- Khar, Ghulam Noor Rabbani († 2022), pakistanischer Politiker (Nationalversammlung)
- Khar, Hina Rabbani (* 1977), pakistanische Politikerin (PPP)
- Khar, Mustafa (* 1938), pakistanischer Politiker
- Khara-Khula († 1634), Prinz (Tayiji) der Oiraten
- Kharadi, Peter Rumal (* 1959), indischer Geistlicher, römisch-katholischer Bischof von Jhabua
- Kharafi, Nasser Al- (1943–2011), kuwaitischer Unternehmer
- Kharas, Jamshed Gustadji (1919–2016), pakistanischer Diplomat
- Kharasch, Morris S. (1895–1957), US-amerikanischer Chemiker
- Kharavela, dritter König aus dem Kalinga (heute Orissa) der Chedi-Dynastie
- Kharazmi, Dennis Amir (* 2004), deutscher Schauspieler
- Kharbanda, Kulbhushan (* 1944), indischer Filmschauspieler
- Kharbouch, Maroua (* 1990), gibralterische Schönheitskönigin, Miss Gibraltar 2013
- Kharchenko, Yury (* 1986), deutsch-russischer Maler
- Kharchenkov, Ivan (* 2006), deutscher BasketballspielerIvan Kharchenkov (* 2006)

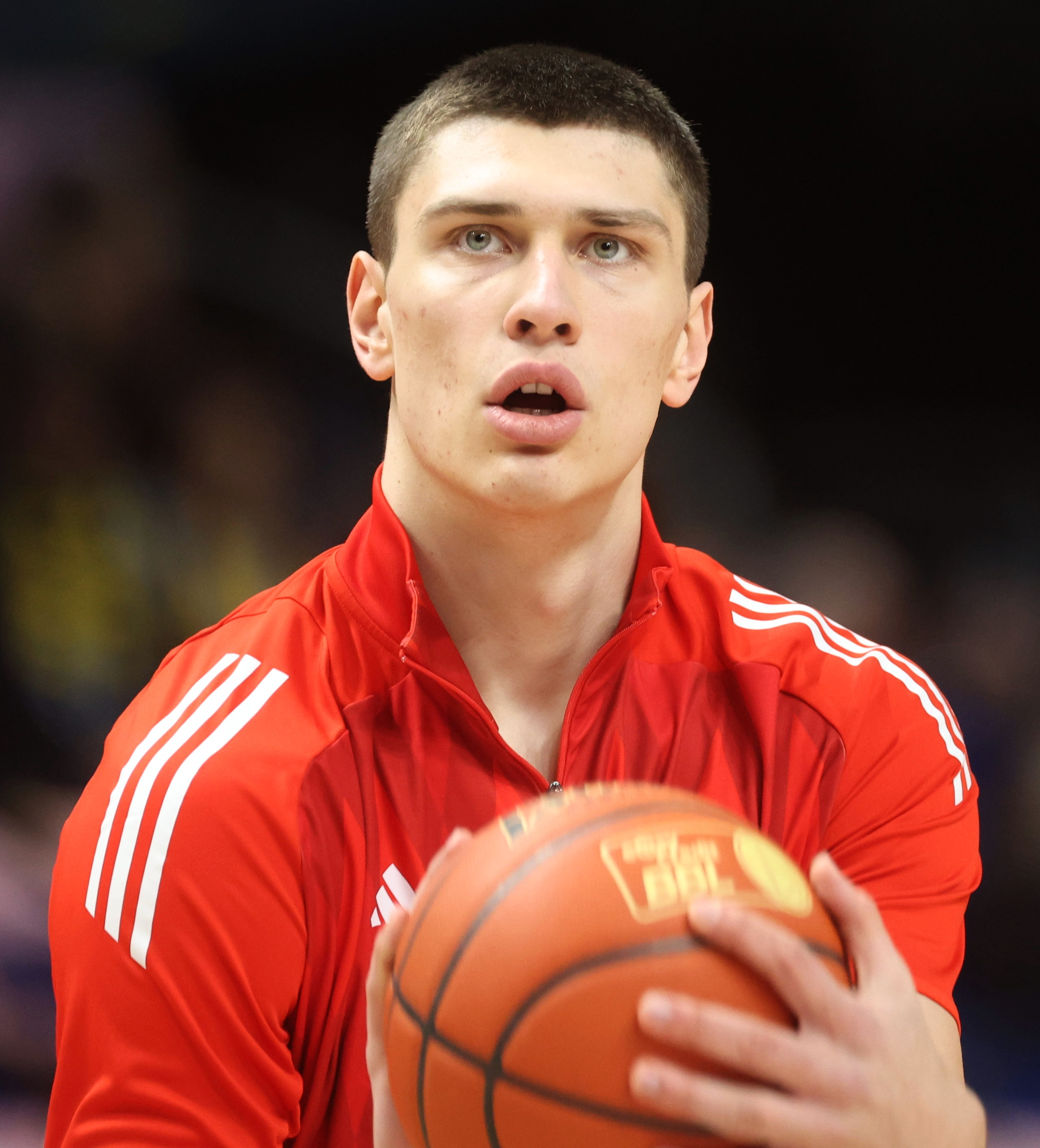
Ivan Kharchenkov (* 2006)

- Khare, Atul (* 1959), indischer Diplomat bei der UNO, Chef der UNMIT
- Khare, Chandrashekhar (* 1967), indischer Mathematiker
- Khare, Eesha, US-amerikanische Schülerin
- Khare, Vishnu (1940–2018), indischer Schriftsteller, Journalist, Literatur- und Filmkritiker sowie Übersetzer
- Khareghani, Seyed Shamseddin, iranischer Diplomat
- Kharge, Mallikarjun (* 1942), indischer Politiker
- Kharitse, Mothobi (* 1964), lesothischer Leichtathlet
- Kharja, Houssine (* 1982), marokkanischer Fußballspieler
- Kharkov, Konstantin (* 1997), kroatischer Wasserballspieler
- Kharlamov, Viatcheslav (* 1950), französisch-russischer Mathematiker
- Kharlampovich, Olga (* 1958), russisch-kanadische Mathematikerin
- Kharot, Abdul Ahat (* 1926), afghanischer Fußballspieler
- Kharot, Mohamad Anwar, afghanischer Fußballspieler
- Kharote, Nangeyalia (* 2004), afghanischer Cricketspieler
- Kharrazi, Sheyda (* 1982), österreichische Sprecherin und Radiomoderatorin
- Kharroubi, Achraf (* 1992), marokkanischer Boxer
- Kharroubi, Khaled (* 1984), französisch-algerischer Fußballspieler
- Khartabil, Bassel (1981–2015), syrischer Softwareentwickler
- Khartchenkov, Nikita (* 1987), deutscher Basketballspieler
- Kharun, Ilya (* 2005), kanadischer Schwimmer
- Kharzeev, Dmitri (* 1963), russischer Physiker

#### Khas
- Khasa, Jared (* 1997), französischer Fußballspieler
- Khashab, Niveen (* 1981), libanesisch-saudische Chemikerin und Hochschullehrerin
- Khashoggi, Adnan (1935–2017), saudi-arabischer Geschäftsmann (Waffenhändler)Adnan Khashoggi (1935–2017)

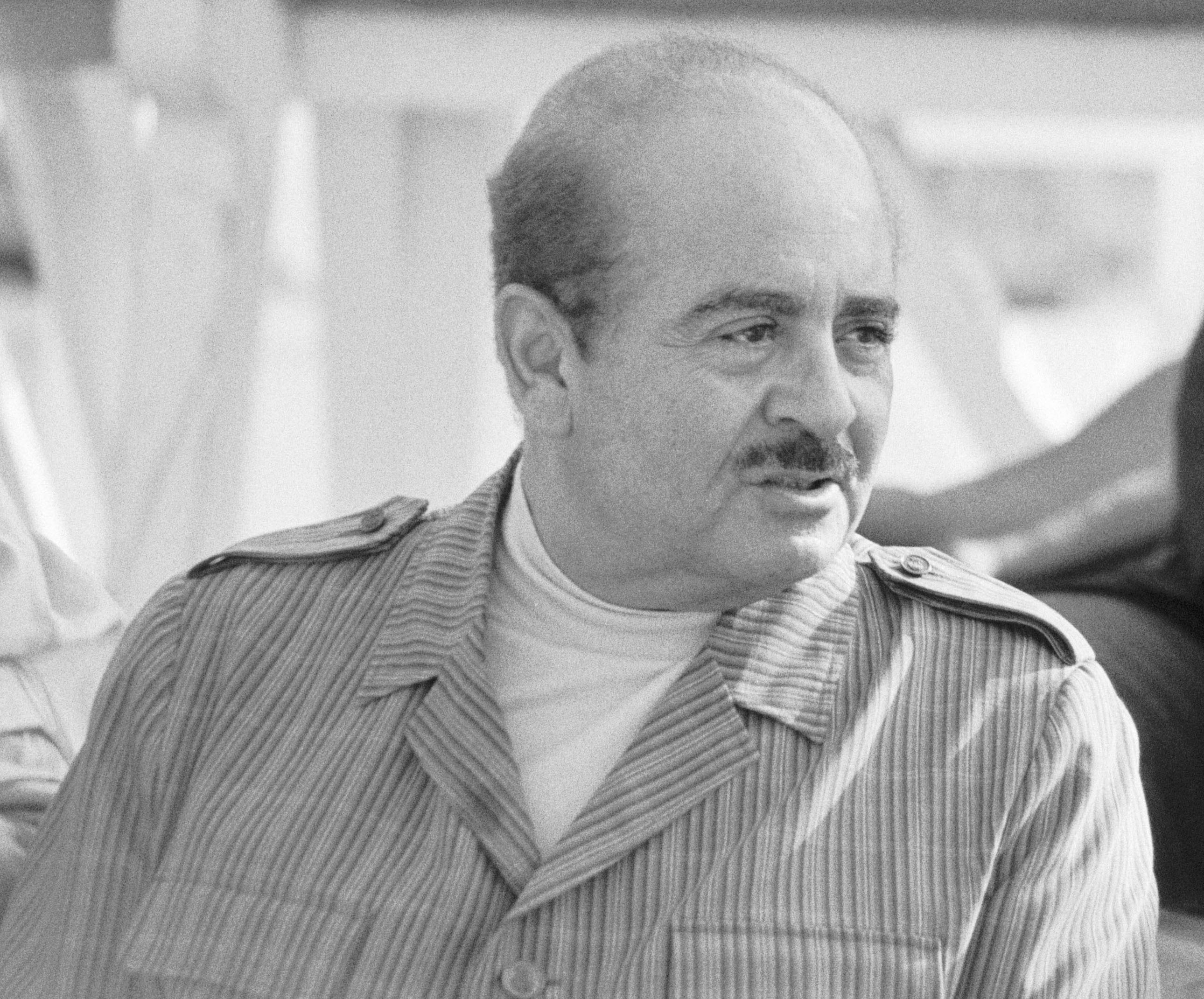
Adnan Khashoggi (1935–2017)

- Khashoggi, Jamal (1958–2018), saudi-arabischer Journalist
- Khashoggi, Samira (1935–1986), saudi-arabische Autorin und Zeitschriftengründerin
- Khasin, Leo (* 1973), deutscher Regisseur und Drehbuchautor
- Khassaraporn Suta (* 1971), thailändische Gewichtheberin

#### Khat
- Khatala, Neheng (* 1992), lesothische Leichtathletin
- Khatami, Patrick (* 1977), deutscher Schauspieler
- Khater, Murshed (1888–1962), syrischer Arzt, Hochschullehrer und Politiker
- Khatib, Dima (* 1971), palästinensische Journalistin, Bloggerin, Schriftstellerin und Übersetzerin
- Khatib, Fadi El (* 1979), libanesischer Basketballspieler
- Khatib, Firas al- (* 1983), syrischer Fußballspieler
- Khatib, Ismail (* 1965), palästinensischer Pädagoge und ehemaliger Widerstandskämpfer
- Khatib, Mahmoud El- (* 1954), ägyptischer Fußballspieler
- Khatibi, Abdelkebir (1938–2009), marokkanischer Soziologe und Schriftsteller
- Khatibi, Rasoul (* 1978), iranischer Fußballspieler und -trainer
- Khatir, Nasredine (* 1995), französischer Mittelstreckenläufer
- Khaton, Reasat Islam (* 1989), bangladeschischer Fußballspieler
- Khattabi, Fadila (* 1962), französische Politikerin der Partei Renaissance
- Khattabi, Zakia (* 1976), belgische Politikerin
- Khattak, Khushal Khan (1613–1689), indischer Dichter der paschtunischen Sprache
- Khattak, Muhammad Aslam Khan (1908–2008), pakistanischer Politiker und Diplomat
- Khattak, Pervez Khan (* 1950), pakistanischer Politiker
- Khattar, Manohar Lal (* 1954), indischer Politiker
- Khattiya Sawasdipol (1951–2010), thailändischer General, Politiker und Schriftsteller
- Khatua, Abha (* 1995), indische Kugelstoßerin
- Khatun, Akhi (* 2003), bangladeschische Fußballnationalspielerin
- Khatun, Fahima (* 1992), bangladeschische Cricketspielerin
- Khatun, Jhuma (* 1988), indische Sprinterin
- Khatun, Mayan († 1957), weltliches Oberhaupt der Jesiden
- Khatun, Murshida (* 1999), bangladeschische Cricketspielerin
- Khatun, Muskan (* 2004), nepalesische Menschenrechtsaktivistin
- Khatun, Salma (* 1990), bangladeschische Cricketspielerin
- Khatun, Sonia (* 1999), bangladeschische Schwimmerin

#### Khav
- Khavar Zamini, Pedram (* 1975), iranischer Tombak-Spieler und Komponist
- Khavari, Ali (1923–2021), iranischer Politiker und Parteifunktionär
- Khavari, Armin, deutscher American-Football-Spieler

#### Khaw
- Khaw, Boon Wan (* 1952), singapurischer Politiker
- Khawaja, Maryam al- (* 1987), bahreinische Menschenrechtlerin
- Khawam, Georges (* 1959), syrischer Ordensgeistlicher und melkitisch griechisch-katholischer Erzbischof von Latakia
- Khawam, Joseph (* 1968), syrischer Ordensgeistlicher und melkitisch griechisch-katholischer Exarch von Venezuela
- Khawlaor, Chutchawal (* 1988), thailändischer Taekwondoin

#### Khay
- Khayachi, Hédi (1882–1948), tunesischer Maler
- Khayami, Ahmad (1924–2000), iranischer Unternehmer, Pionier der iranischen Automobilindustrie
- Khayami, Mahmood (* 1930), iranischer Pionier der iranischen Automobilindustrie
- Khayat, Abdisho V. (1827–1899), Patriarch von Babylon der chaldäisch-katholischen Kirche
- Khayat, Maitha Al (* 1979), arabische Schriftstellerin und Illustratorin
- Khayat, Rasha (* 1978), saudi-arabisch-deutsche Übersetzerin und SchriftstellerinRasha Khayat (* 1978)

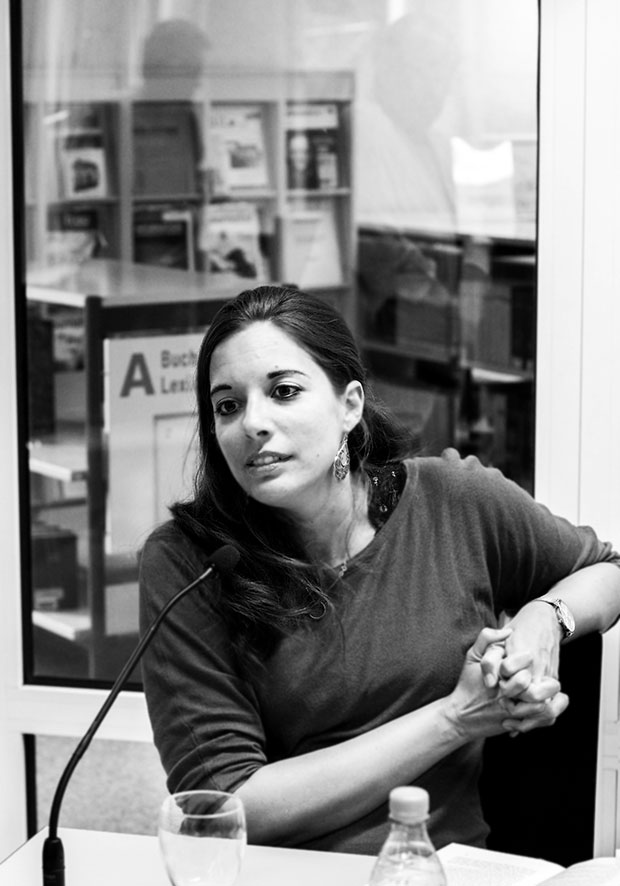
Rasha Khayat (* 1978)

- Khayat, Rita el (* 1944), marokkanische Dichterin, Psychiaterin, Psychoanalytikerin und Kunstkritikerin
- Khayati, Mustapha, tunesischer Gesellschaftskritiker
- Khaydarov, Marat (* 1990), usbekischer Zehnkämpfer
- Khaynach, Friedrich von (1867–1920), deutscher Maler der Düsseldorfer Schule sowie Schriftsteller
- Khayrullova, Ilseyar (* 1987), russische Opernsängerin (Mezzosopran)

#### Khaz
- Khazaei, Mohammad (* 1985), iranischer Langstreckenläufer
- Khazaniuk, Deniz (* 1994), israelische Tennisspielerin
- Khazar, Mirza (1947–2020), aserbaidschanischer Autor, Redakteur, politischer Analyst, Moderator, Radiojournalist und Herausgeber
- Khazem, Jean-Pierre (* 1968), französischer Fotograf
- Khazen, Georges Abou (* 1947), syrischer römisch-katholischer Geistlicher und Apostolischer Vikar von Aleppo
- Khazipov, Ruslan (* 1989), russischer Komponist
- Khaznadar, Mustafa (1817–1878), tunesischer Politiker
- Khazoumian, Kévork (* 1935), libanesischer Geistlicher, emeritierter Koadjutor der Erzeparchie Istanbul der Armenisch-Katholischen Kirche in der Türkei
- Khazri, Wahbi (* 1991), tunesisch-französischer Fußballspieler

### Khe
- Kheddar, Cherifa, Menschenrechtlerin
- Khedekar, Ayush Mahesh (* 2000), indischer Schauspieler
- Kheder, Musab (* 1993), katarischer Fußballspieler
- Khedira, Rani (* 1994), deutsch-tunesischer Fußballspieler
- Khedira, Sami (* 1987), deutsch-tunesischer FußballspielerSami Khedira (* 1987)

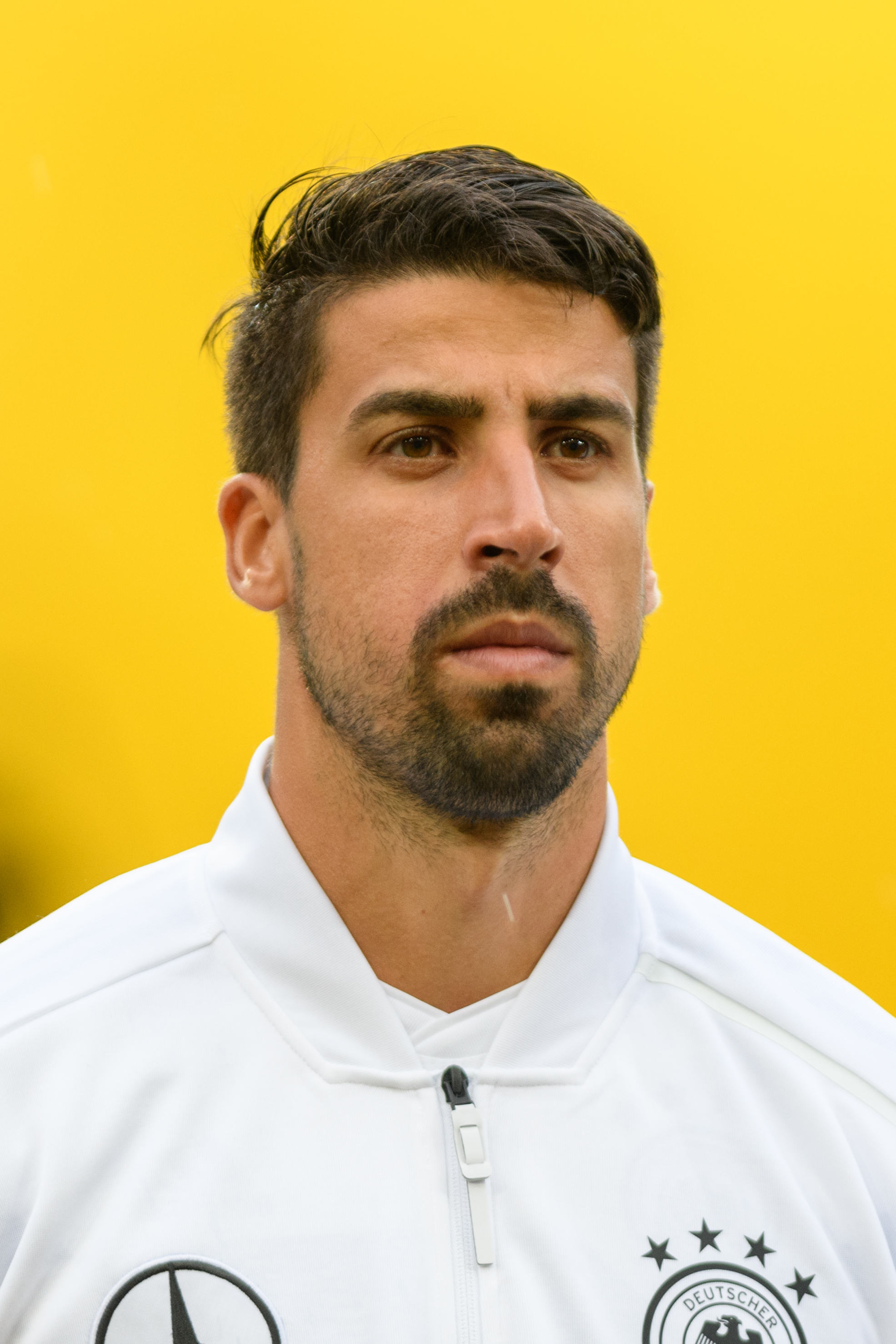
Sami Khedira (* 1987)

- Khedoe, Krishnapersad (1940–2017), surinamischer Bildhauer
- Khedoori, Rachel (* 1964), australisch-US-amerikanische Künstlerin
- Khedoori, Toba (* 1964), australisch-US-amerikanische Künstlerin
- Khedr, Hassan Ali Ali (* 1946), ägyptischer Politiker
- Khedrub Gendün Tenpa Dargye (1493–1568), 22. Ganden Thripa
- Khedrub Gyatsho (1838–1856), elfter Dalai Lama
- Khedrub Je (1385–1438), 3. Ganden Tripa der Gelug-Tradition des tibetischen Buddhismus; wurde postum als 1. Panchen Lama anerkannt
- Khedrub Khyungpo Naljor, Gründer der Shangpa-Kagyü-Schule der Kagyü-Tradition des tibetischen Buddhismus
- Khedrub Norsang Gyatsho (1423–1513), tibetischer Gelehrter, Vertreter der Phug-Schule der tibetischen Astronomie
- Kheel, Marti (1948–2011), US-amerikanische Tierbefreiungsaktivistin, vegane Forscherin und Umweltethikerin
- Khegai, Stanislav (* 1985), kasachischer Pianist
- Khegay, Anjela (* 1976), singapurische Schachspielerin
- Kheil, Napoleon Manuel (1849–1923), tschechischer Schulleiter und Entomologe
- Kheirallah, Engy (* 1981), ägyptische Squashspielerin
- Kheiron (* 1982), französischer Komiker, Schauspieler, Drehbuchautor, Regisseur und Rapper iranischen Ursprungs
- Kheková, Petra (* 1973), tschechische Handballspielerin
- Khelfaoui, Anissa (* 1991), algerische Fechterin
- Khelif, Imane (* 1999), algerische BoxerinImane Khelif (* 1999)

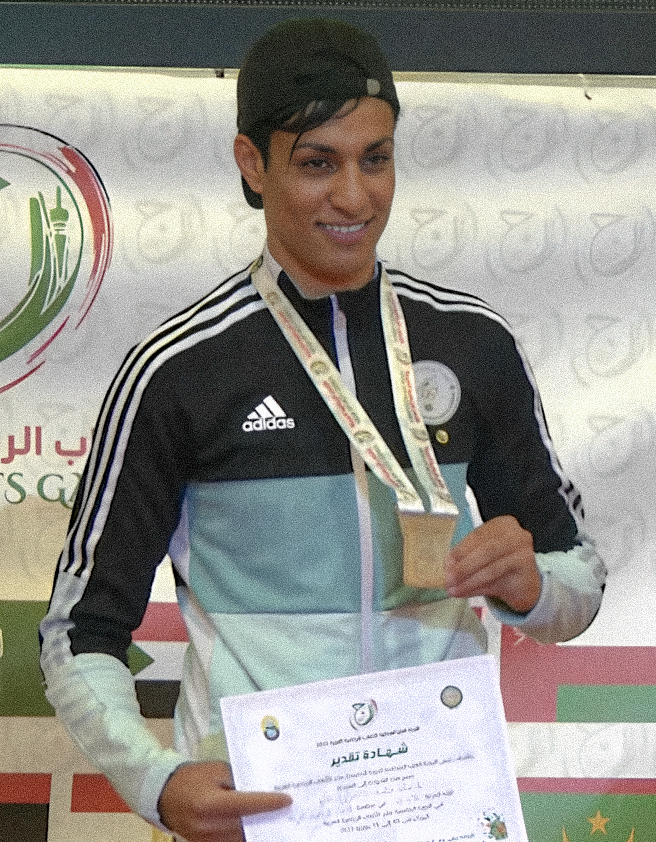
Imane Khelif (* 1999)

- Khelifa, Anthony (* 2005), französisch-algerischer Fußballspieler
- Khelifa, Saber (* 1986), tunesischer Fußballspieler
- Khelifi, Léa (* 1999), französische Fußballspielerin
- Khelifi, Medhi-Sélim (* 1992), algerischer Skilangläufer
- Khelifi, Nour (* 1993), österreichische Journalistin, Moderatorin, Autorin und Drehbuchautorin
- Khelifi, Salim (* 1994), schweizerisch-tunesischer Fussballspieler
- Khelil, Ismail (1932–2017), tunesischer Diplomat und Politiker der Sozialistischen Destur-Partei
- Khell von Khellburg, Josef (1714–1772), österreichischer Jesuit, Philosoph, Theologe und Numismatiker
- Khella, Daniel Lotfy (* 1969), ägyptischer Geistlicher, koptisch-katholischer Bischof von Assiut
- Khella, Karam (1934–2022), ägyptischer Historiker, Philosoph, Wissenschaftstheoretiker und Sozialpädagoge
- Khema, Ayya (1923–1997), buddhistische Nonne
- Khemananda, Kovit (1938–2019), thailändischer buddhistischer Künstler und spiritueller Lehrer
- Khemani, Vedika (* 1988), indisch-amerikanische Physikerin und Assistenzprofessorin an der Stanford University
- Khemdee, Jonathan (* 2002), thailändisch-dänischer Fußballspieler
- Khemiri, Jonas Hassen (* 1978), schwedischer Schriftsteller
- Khemisti, Mohamed (1930–1963), algerischer Politiker
- Khemmachat Pakhwan (* 2002), thailändischer Fußballspieler
- Khenin, Dov (* 1958), israelischer Politiker
- Khenissi, Taha Yassine (* 1992), tunesischer Fußballspieler
- Khenkin, Igor (* 1968), russisch-deutscher Schachgroßmeister
- Khennane, Mahi (* 1936), französisch-algerischer Fußballspieler und -trainer
- Khennoussi, Oussama (* 1999), algerischer Diskuswerfer
- Khenpo Tsöndrü (1920–1979), tibetischer Mönchsgelehrter
- Khenpo Yönten Gyatsho, Gelehrter der Nyingma-Tradition des tibetischen Buddhismus
- Kher, Anupam (* 1955), indischer SchauspielerAnupam Kher (* 1955)

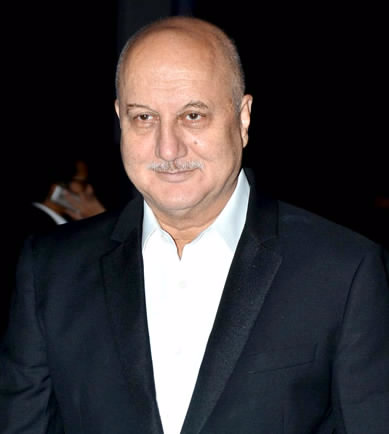
Anupam Kher (* 1955)

- Kher, Bal Gangadhar (1888–1957), indischer Politiker
- Kher, Bharti (* 1969), indische Künstlerin
- Kher, Kailash (* 1979), indischer Schauspieler und Sänger
- Kher, Kirron (* 1955), indische Schauspielerin, Fernsehmoderatorin und Politikerin
- Kherbache, Yasmine (* 1972), belgische Politikerin und Richterin
- Kherdian, David (* 1931), US-amerikanischer Schriftsteller, Dichter, Herausgeber, Verleger und Übersetzer armenischer Abstammung
- Kherici, Reem (* 1983), französische Regisseurin, Drehbuchautorin und Schauspielerin
- Kherubim Pareira, Girulfus (1941–2024), indonesischer Geistlicher, römisch-katholischer Bischof von Maumere
- Khetsün Sangpo (1920–2009), tibetischer Gelehrter und Dzogchen-Meister
- Khevenhüller, Franz Christoph von (1588–1650), österreichischer Diplomat und Historiograf
- Khevenhüller, Georg (* 1960), österreichisch-deutscher Unternehmer und Präsident des Malteser Hilfsdienstes
- Khevenhüller, Georg Augustin von (1615–1653), Herr auf Liechtenstein, kaiserlicher Kämmerer, General-Feldmarschall-Lieutenant
- Khevenhüller, Georg von (1533–1587), Kärntner Landeshauptmann
- Khevenhüller, Johann Carl (1839–1905), österreichischer Adeliger, Teilnehmer des österreichischen Freiwilligenkorps in Mexiko
- Khevenhüller, Ludwig Andreas von (1683–1744), österreichischer FeldmarschallLudwig Andreas von Khevenhüller (1683–1744)

Ludwig Andreas von Khevenhüller (1683–1744)

- Khevenhüller, Paul (1593–1655), schwedischer Obrist Kärntner Herkunft
- Khevenhüller, Sigmund Friedrich von (1666–1742), österreichischer Adeliger und Politiker
- Khevenhüller, Ulrich († 1492), deutscher Adliger
- Khevenhüller-Frankenburg, Hans von (1538–1606), kaiserlicher Gesandter und Botschafter am Spanischen Hof
- Khevenhüller-Metsch, Alfred (1852–1911), österreichischer Politiker
- Khevenhüller-Metsch, Franz von (1783–1867), österreichischer Feldzeugmeister
- Khevenhüller-Metsch, Johann Franz Xaver Anton von (1737–1797), Obersthofmarschall und niederösterreichischer Landmarschall
- Khevenhüller-Metsch, Johann Joseph von (1706–1776), Diplomat, Hofbeamter und 1. Fürst Khevenhüller-Metsch
- Khevenhüller-Metsch, Johann Sigismund Friedrich von (1732–1801), kaiserlicher Diplomat
- Khevenhüller-Metsch, Melanie (1861–1954), adelige Automobilistin
- Khevenhüller-Metsch, Richard von (1813–1877), 5.Reichsfürst von Khevenhüller-Metsch sowie kaiserlicher und königlicher Geheimer Rat, Naturforscher
- Khevenhüller-Metsch, Rudolf von (1844–1910), österreichisch-ungarischer Diplomat
- Khezri, Jasmin (* 1967), deutsch-persische Grafikdesignerin, Illustratorin und Modejournalistin

### Khi
- Khi Menh, Vizekönig des Königreichs Vientiane
- Khia (* 1977), US-amerikanische Rapperin
- Khiari, Nadia (* 1973), französisch-tunesische Karikaturistin und Professorin für bildende Kunst
- Khider, Abbas (* 1973), deutscher Schriftsteller irakischer Herkunft
- Khider, Mohamed (1912–1967), algerischer Politiker
- Khieu Samphan (* 1931), kambodschanischer Politiker, Mitglied der Roten KhmerKhieu Samphan (* 1931)

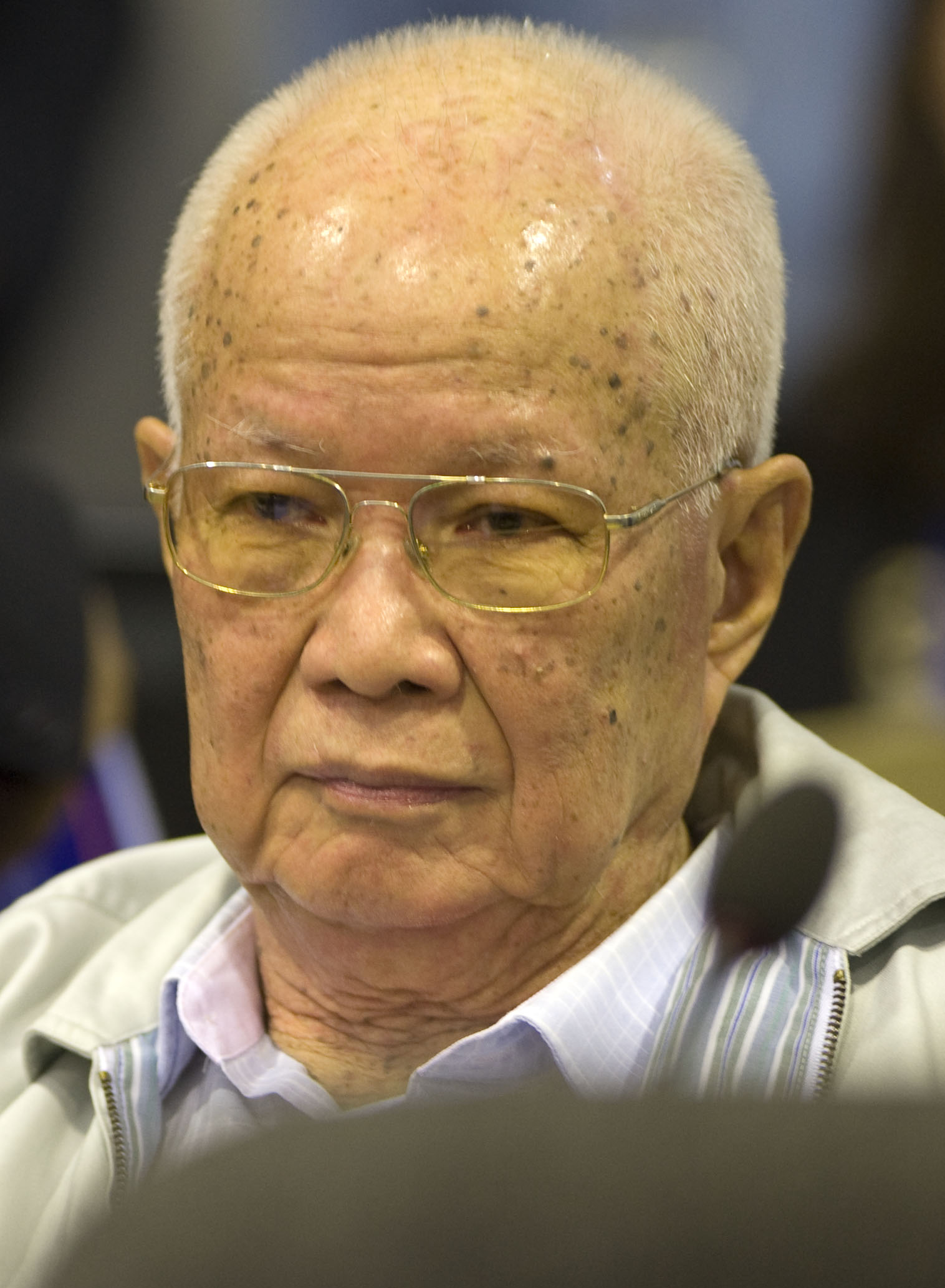
Khieu Samphan (* 1931)

- Khieu, Ponnary (1920–2003), kambodschanische Politikerin, Frau Pol PotsKhieu Ponnary (1920–2003)

Khieu Ponnary (1920–2003)

- Khilnani, Sunil (* 1960), indischer Politologe
- Khin Nyunt (* 1939), myanmarischer General und Politiker in Myanmar
- Khin, Gone Yi Linn (* 1998), burmesische Badmintonspielerin
- Khin, Maung Aye, burmesischer Badmintonspieler
- Khine, Nan Aye (* 1976), myanmarische Gewichtheberin
- Khirat, Mourad (* 1961), französischer Fußballspieler
- Khirin, Nicole (* 2001), israelische Tennisspielerin
- Khirouni, Chaynesse (* 1968), französische Politikerin, Mitglied der Nationalversammlung
- Khisl von Kaltenbrunn, Georg (1558–1605), österreichischer Staatsmann
- Khisl von Kaltenbrunn, Johann († 1591), Unternehmer und Ritter im Herzogtum Krain
- Khisl von Kaltenbrunn, Johann Jakob, Hofbeamter und Adliger
- Khisl, Veit, Bürgermeister von Laibach, Unternehmer und Ritter im Herzogtum Krain
- Khittl, Ferdinand (1924–1976), deutscher Filmregisseur und Drehbuchautor
- Khizr Khan († 1421), erster Herrscher aus der Sayyid-Dynastie über das Sultanat von Delhi

### Khl
- Khlain, Hanns Georg († 1636), Salzburger Kunstschlosser
- Khleifi, Michel (* 1950), palästinensischer Drehbuchautor, Filmregisseur und Filmproduzent
- Khlesl, Melchior (1552–1630), Bischof von Wien und Kanzler des Kaisers MatthiasMelchior Khlesl (1552–1630)

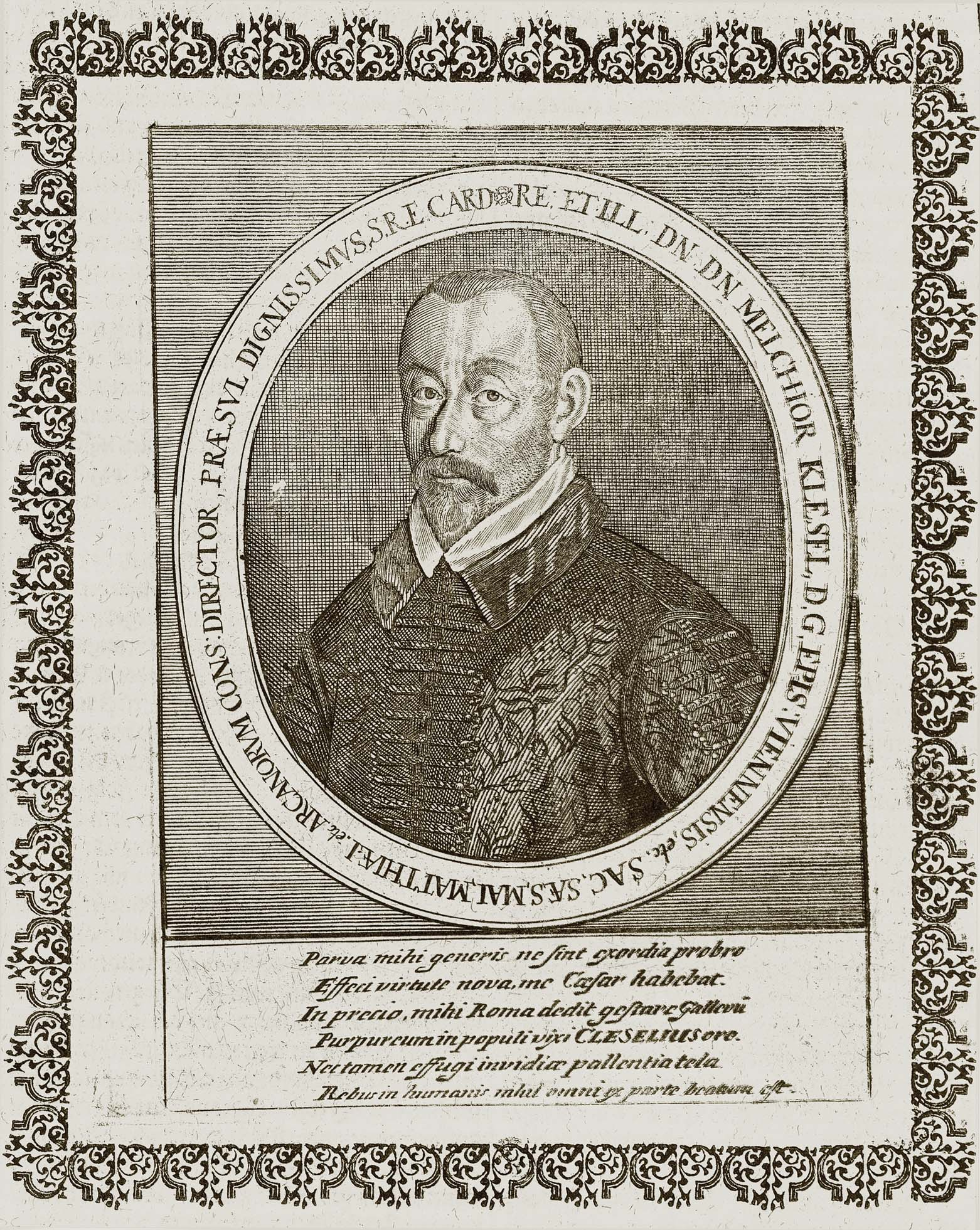
Melchior Khlesl (1552–1630)

### Khm
- Khmelnytska, Anastasija (* 1997), deutsche rhythmische Sportgymnastin

### Khn
- Khnopff, Fernand (1858–1921), belgischer Maler, Grafiker, Bildhauer und Kunstschriftsteller

### Kho
- Kho Liang Ie (1927–1975), niederländischer Designer und Innenarchitekt
- Kho, Daniel (* 1956), bildender Künstler
- Khoarai, Paul (1933–2012), lesothischer Geistlicher und römisch-katholischer Bischof von Leribe
- Khoarai, Sebastian Koto (1929–2021), lesothischer Ordensgeistlicher, Bischof von Mohale’s Hoek, Kardinal der römisch-katholischen Kirche
- Khochalern, Phoutthasay (* 1995), laotischer Fußballspieler
- Khodabux, Dave (* 1985), niederländischer Badmintonspieler
- Khodaparast, Hossein (1938–2021), iranischer Fußballspieler
- Khodatars, Samira (* 1999), iranische Leichtathletin
- Khodavand, Mohamed (* 1950), iranischer Radrennfahrer
- Khodayari, Asghar (* 1953), iranischer Radrennfahrer
- Khodirker, Jana (* 1972), israelische Schönheitskönigin
- Khodja, Said Islam († 1913), Würdenträger und Wesir im Khanat Chiwa
- Khodr, Georges (* 1923), griechisch-orthodoxer Bischof von Byblos und Botrys (Mont-Liban)
- Khoei, Abd al-Madschid (1962–2003), schiitischer Geistlicher (Irak)
- Khoei, Davoud (* 1988), iranischer E-Sportler
- Khoi, Esmail (1938–2021), iranischer Dichter
- Khoiree Layeng (* 1990), thailändischer Fußballspieler
- Khojali, Mohammed al- (* 1973), saudi-arabischer Fußballspieler
- Khojastepour, Mohammad Ali (1931–2007), iranischer Ringer
- Khokher, Aftab Ahmad (* 1964), pakistanischer Diplomat
- Khokrishvili, Elguja (* 1973), georgischer Wirtschaftswissenschaftler und Diplomat
- Khol, Andreas (* 1941), österreichischer Politiker (ÖVP), Abgeordneter zum Nationalrat
- Khol, Julian (* 1979), österreichischer bildender KünstlerJulian Khol (* 1979)

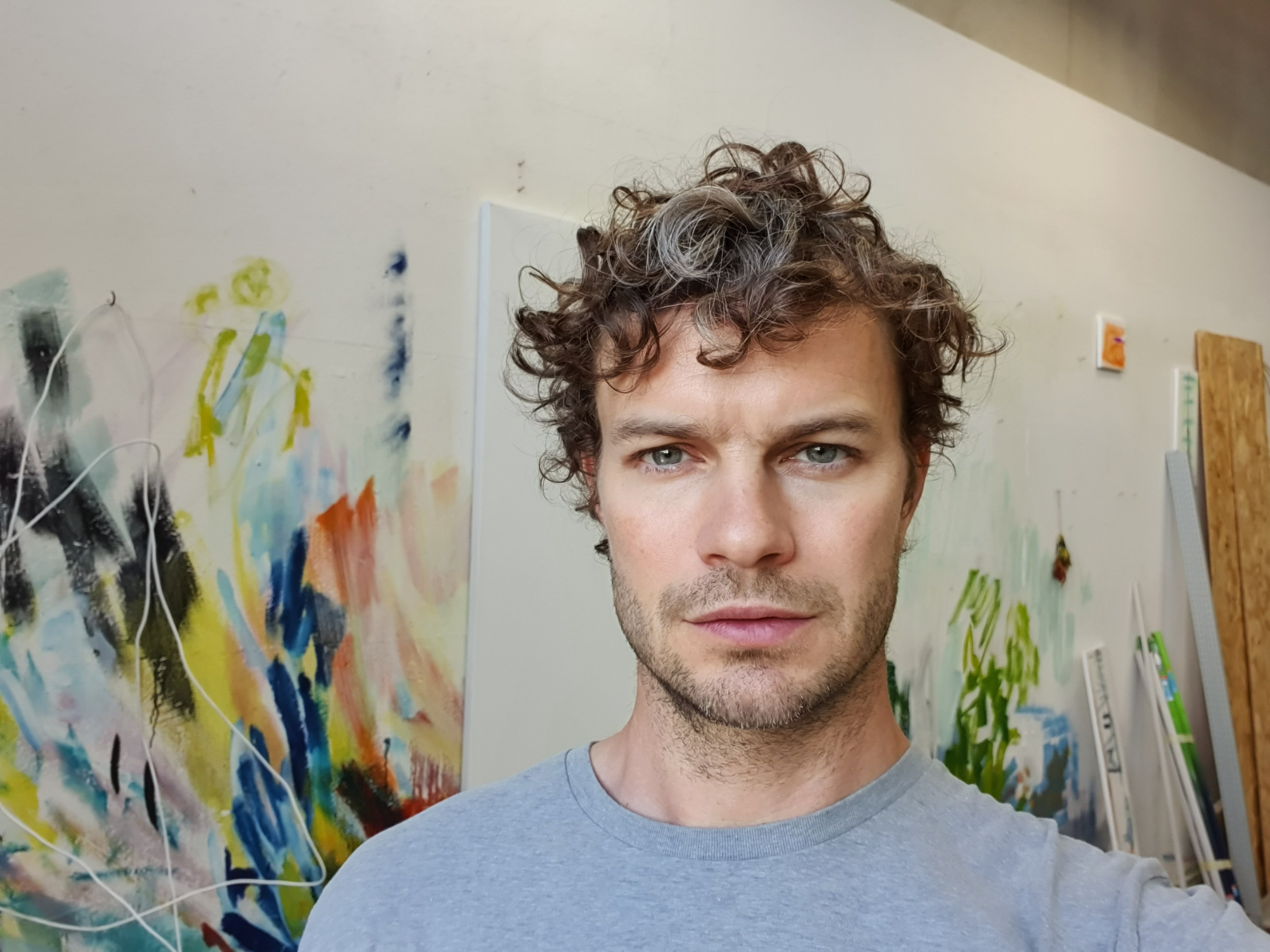
Julian Khol (* 1979)

- Kholik, Firman Abdul (* 1997), indonesischer Badmintonspieler
- Khöll, Bartholomäus (1614–1664), österreichischer kaiserlicher Hofsteinmetzmeister des Barock
- Khöll, David (1652–1683), kaiserlicher Hofsteinmetzmeister, Obervorsteher der Wiener Bauhütte
- Khöll, Michael (1660–1713), österreichischer Steinmetzmeister des Barock, Obervorsteher der Wiener Bauhütte
- Kholmatov, Niyozali (1947–2020), usbekischer Miniaturkünstler
- Khom, Manuela (* 1963), österreichische Politikerin (ÖVP), Abgeordnete zum Landtag SteiermarkManuela Khom (* 1963)

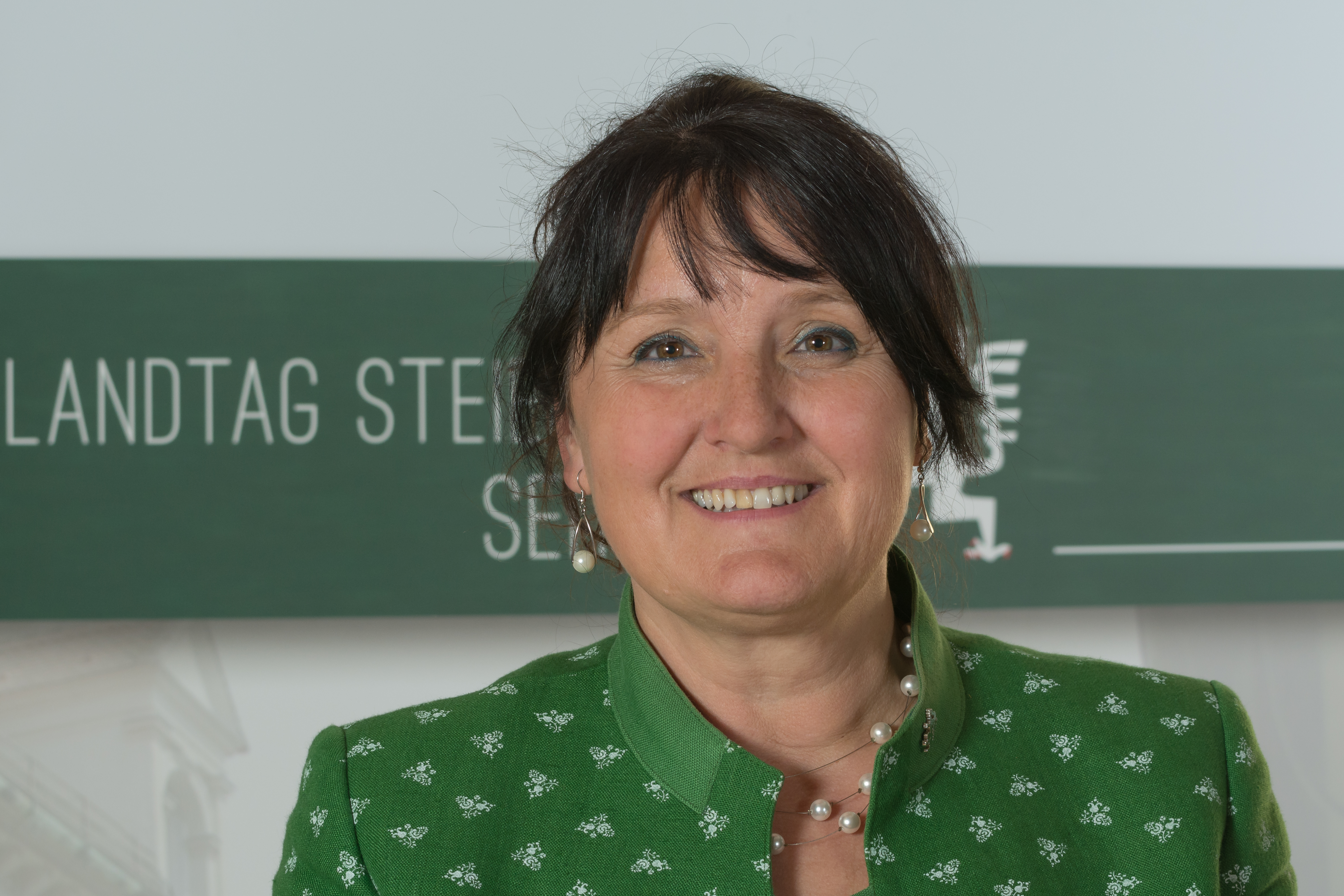
Manuela Khom (* 1963)

- Khön Könchog Gyelpo (1034–1102), Gründer der Sakya-Tradition des tibetischen Buddhismus
- Khön Phupa Chökyi Gyelpo (1069–1144), tantrischer Meister
- Khondji, Darius (* 1955), französischer Kameramann
- Khổng, Thị Hằng (* 1993), vietnamesische Fußballtorhüterin
- Khongorzul, Ganbaatar (* 1973), mongolische Sängerin
- Khongprasit, Chayut (* 1999), thailändischer Sprinter
- Khonji, Qais Al, omanischer Geschäftsmann
- Khoo, Boon Hui (* 1954), singapurischer Politiker, ehemaliger Präsident von Interpol
- Khoo, Chung Chiat (* 1986), malaysischer Badmintonspieler
- Khoo, Rachel (* 1980), britische Fernsehköchin und Kochbuchautorin
- Khoo, Teck Puat (1917–2004), singapurischer Bankier
- Khoosat, Sarmad (* 1979), pakistanischer Schauspieler, Film- & Fernsehregisseur, Produzent und Drehbuchautor
- Khor, Amy (* 1958), singapurische Politikerin
- Khor, Martin (1951–2020), malaysischer Journalist
- Khoraiche, Anton Peter (1907–1994), libanesischer Theologe, Kardinal
- Khorakiwala, Habil (* 1942), indischer Großindustrieller
- Khorana, Har Gobind (1922–2011), indisch-US-amerikanischer Molekularbiologe
- Khorasani, Muhammad Waez-zadeh Al- (1925–2016), schiitischer Geistlicher
- Khorayok, Veerapong (* 1997), thailändischer Fußballspieler
- Khorchide, Mouhanad (* 1971), österreichischer Soziologe, Islamwissenschaftler und ReligionspädagogeMouhanad Khorchide (* 1971)

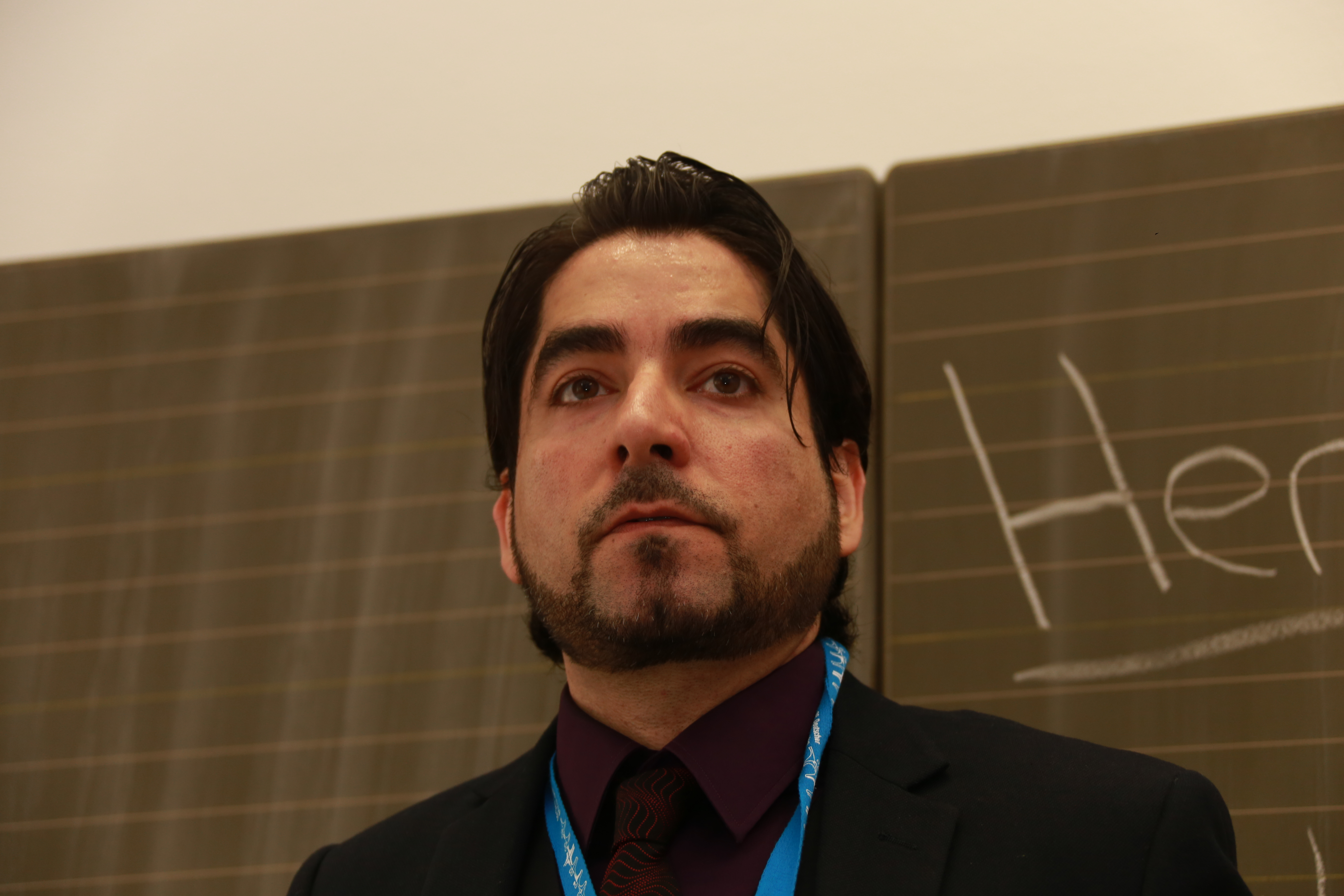
Mouhanad Khorchide (* 1971)

- Khorram, Adib (* 1984), US-amerikanischer Grafik-Designer und Jugendbuchautor
- Khorramschad, Mohammad Bagher, iranischer Politiker
- Khorsand, Philippe (1948–2008), französischer Schauspieler
- Khorsand, Solmaz (* 1985), österreichische Journalistin
- Khorschid, Delschad Numan (* 1983), Schauspieler, Autor, Fotograf und Filmemacher
- Khorsheed, Moheba (1925–2000), palästinensische Lehrerin und Aktivistin
- Khorshid, Omar (1945–1981), ägyptischer Rock- und Popgitarrist
- Khosa, Fikile (* 1996), sambische Fußballspielerin
- Khosa, Ungulani Ba Ka (* 1957), mosambikanischer Schriftsteller
- Khosadalina, Ruben Gordown (* 1983), indonesischer Badmintonspieler
- Khoshabe, Iloosh (1932–2012), iranischer Schauspieler
- Khoshkam, Zari (1947–2024), iranische Schauspielerin
- Khosho, Ivan, australischer Fußballspieler
- Khosla, Chaitan (* 1964), indischstämmiger Chemieingenieur
- Khosla, Kiron (* 1967), indischer Maler und Videokünstler
- Khosla, Pradeep (* 1957), indischer Informatiker und Ingenieur
- Khosla, Siddhartha (* 1977), US-amerikanischer Rocksänger und Filmkomponist
- Khosla, Vinod (* 1955), US-amerikanischer GeschäftsmannVinod Khosla (* 1955)

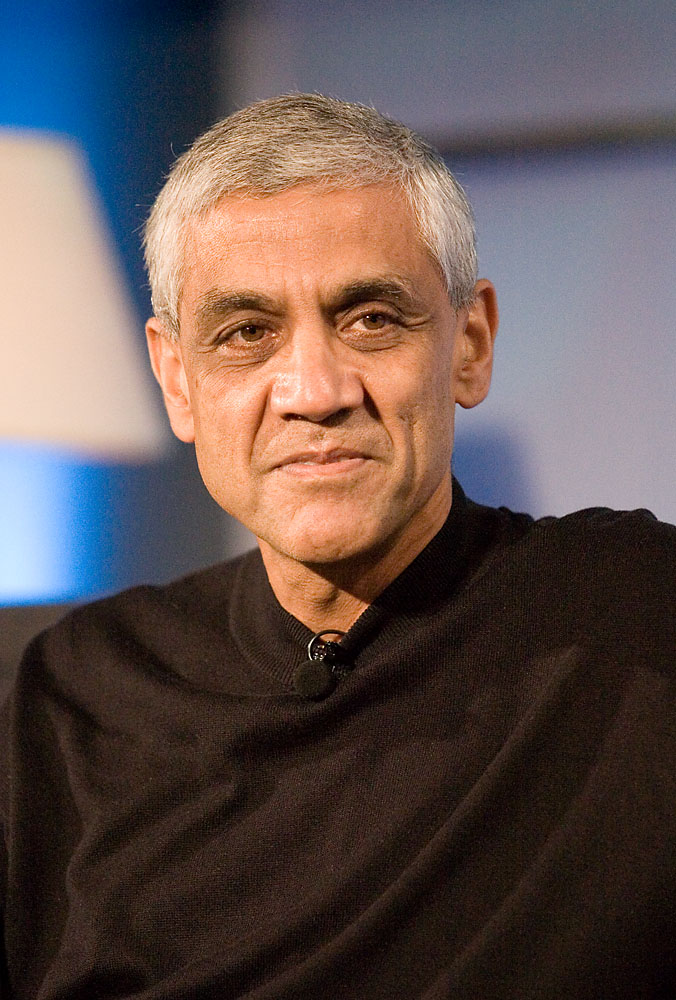
Vinod Khosla (* 1955)

- Khosravi, Sirvan (* 1982), iranischer Popsänger, Musiker, Komponist, Arrangeur, Sänger und Aufnahmeleiter
- Khosroshahi, Behnam (* 1989), iranischer Radrennfahrer
- Khosroshahi, Hadi (1938–2020), iranischer Kleriker, Diplomat und Autor
- Khosrow Panah, Abdol Hossein, iranischer schiitischer Geistlicher und Forscher auf dem Gebiet der Religionsphilosophie
- Khosrowi, Christina, deutsche Opernsängerin (Sopran) und Musikmanagerin
- Khosrowshahi, Dara (* 1969), iranisch-US-amerikanischer ManagerDara Khosrowshahi (* 1969)

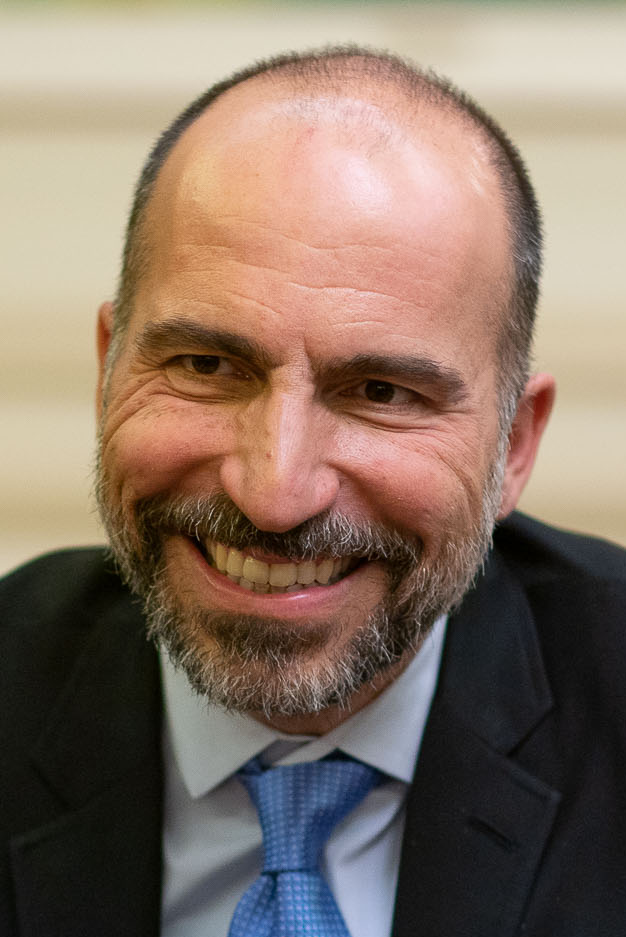
Dara Khosrowshahi (* 1969)

- Khosrowyar, Katayoun (* 1987), iranische Fußballspielerin und -trainerin
- Khosrozadeh, Behrouz (* 1959), deutscher Politologe und Publizist iranischer Herkunft
- Khot, Subhash (* 1978), indisch-US-amerikanischer Informatiker
- Khotimski, Masha (* 1980), Komponistin für Film- und Fernsehen
- Khotseemueang, Sunisa (* 1993), thailändische Siebenkämpferin
- Khoua, Mouhcine (* 1998), marokkanischer Weitspringer
- Khouaja, Mohamed (* 1987), libyscher Leichtathlet
- Khoualed, Nacereddine (* 1986), algerischer Fußballspieler
- Khoudary, Hind (* 1990), palästinische Journalistin
- Khoudri, Abdelkarim (* 1977), marokkanischer Sprinter
- Khoudri, Lyna (* 1992), franko-algerische Schauspielerin
- Khouildi, Ines (* 1985), tunesische Handballspielerin
- Khoukhi, Boualem (* 1990), katarischer Fußballspieler
- Khoulani, Amina, syrische Menschenrechtsaktivistin
- Khouna, Cheikh El Avia Ould Mohamed (* 1956), mauretanischer Politiker, Premierminister von Mauretanien
- Khouri, Basilio (1883–1941), syrischer Erzbischof
- Khouri, Callie (* 1957), US-amerikanische Drehbuchautorin, Filmregisseurin und FilmproduzentinCallie Khouri (* 1957)

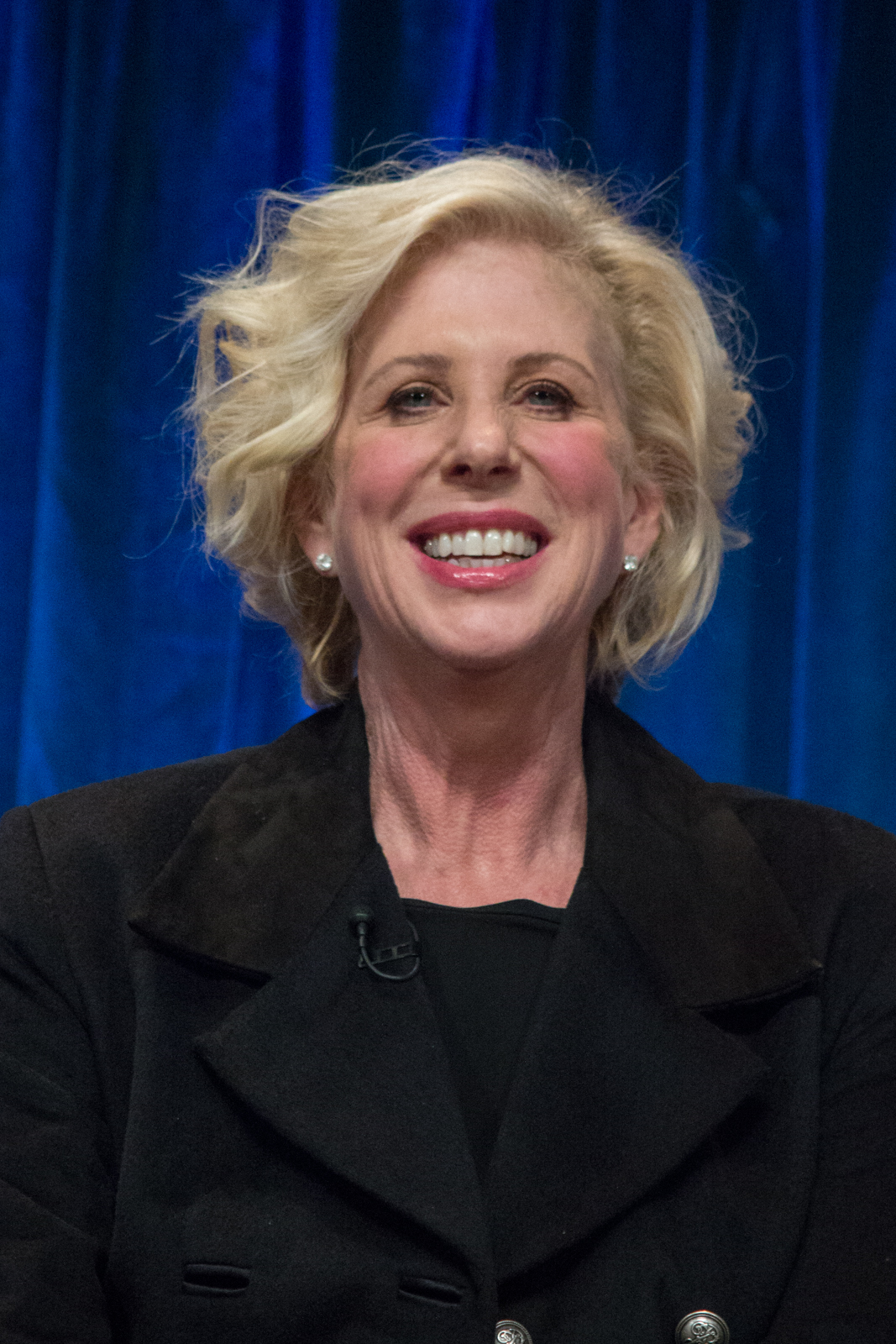
Callie Khouri (* 1957)

- Khouri, Ken (1917–2003), jamaikanischer Unternehmer, Musikproduzent und Studiobesitzer
- Khouri, Walter Hugo (1929–2003), brasilianischer Filmregisseur, Drehbuchautor und Filmproduzent
- Khouri-Sarkis, Gabriel (1898–1968), syrisch-katholischer Priester, Chorbischof und Liturgiewissenschaftler
- Khoury Sader, Maroun (1926–2015), libanesischer Geistlicher, Erzbischof von Tyros
- Khoury Slaiman Slaiman, Elias (* 1951), syrischer Priester, Bischof von Latakia
- Khoury, Adel Theodor (1930–2023), libanesischer Theologe, Autor und Koranübersetzer
- Khoury, Angela Jurdak (1915–2011), libanesische Soziologin und Diplomatin
- Khoury, Basile (1900–1985), syrischer Erzbischof
- Khoury, Clara (* 1976), israelische Schauspielerin palästinensischen Ursprungs
- Khoury, Elias (1948–2024), libanesischer Schriftsteller und Journalist
- Khoury, Flaviano (1859–1920), libanesischer Geistlicher, melkitischer Erzbischof von Homs
- Khoury, George (1912–1983), ägyptisch-US-amerikanischer Schauspieler
- Khoury, Georges (* 1970), syrischer Geistlicher und melkitisch griechisch-katholischer Bischof von Nossa Senhora do Paraíso em São Paulo
- Khoury, Gisèle (1961–2023), libanesische Fernsehmoderatorin und Autorin
- Khoury, Henri, libanesischer Jurist und Politiker
- Khoury, Hind (* 1953), palästinensische Politikerin und Diplomatin
- Khoury, Joseph (1919–1992), maronitischer Erzbischof von Tyros
- Khoury, Joseph (1936–2016), libanesischer Geistlicher und maronitischer Bischof von Saint-Maron de Montréal
- Khoury, Makram (* 1945), palästinensischer SchauspielerMakram Khoury (* 1945)

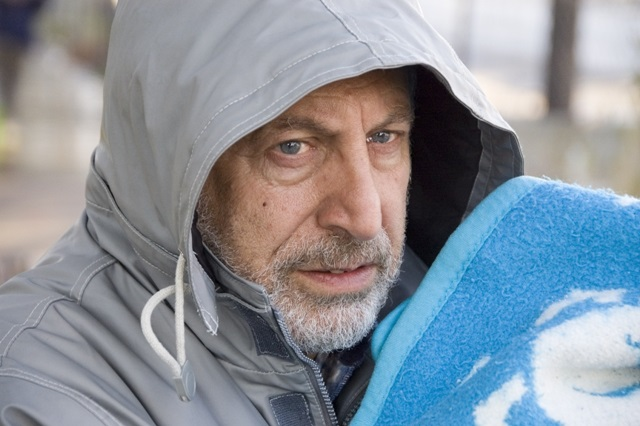
Makram Khoury (* 1945)

- Khoury, Nabil el- (* 1941), libanesischer Philosoph
- Khoury, Paul (1921–2021), libanesischer Philosoph
- Khoury, Raif Georges (1936–2017), französisch-deutscher Islamwissenschaftler und Arabist
- Khoury, Raymond (* 1960), libanesischer Schriftsteller und Drehbuch-Autor
- Khoury, Robinson (* 1995), französischer Jazzmusiker (Posaune, Komposition)
- Khoury, Toni (* 1935), libanesischer Sportfunktionär
- Khoury-Ghata, Vénus (* 1937), libanesisch-französische Schriftstellerin und Lyrikerin
- Khous, Guillaume (* 1992), liechtensteinisch-französischer Fussballspieler
- Khouth, Gabe (1972–2019), kanadischer Schauspieler und Synchronsprecher
- Khovanov, Mikhail (* 1972), russisch-US-amerikanischer Mathematiker
- Khovanova, Tanya (* 1959), russisch-US-amerikanische Mathematikerin
- Khozyainov, Nikolay (* 1992), russischer Pianist

### Khr
- Khribin, Omar (* 1994), syrischer Fußballspieler
- Khruea († 1326), König des nordthailändischen Königreichs Lan Na
- Khruschiov, Alexey (* 1982), moldauischer Schachspieler

### Khu
- Khu Urluk († 1644), Prinz der Kalmücken
- Khu, David (* 1975), singapurischer Eishockeyspieler
- Khuang Aphaiwong (1902–1968), thailändischer Politiker, Premierminister von Thailand
- Khuất Phương Anh (* 1997), vietnamesische Leichtathletin
- Khubashvili, Maxim (* 1997), russisch-israelischer Eishockeyspieler
- Khuboni, Thanduyise (* 1986), südafrikanischer Fußballspieler
- Khudadadi, Zakia (* 1998), afghanische Taewondo-Athletin des Para-Sports
- Khuder, Aisha Waleed al- (* 1996), kuwaitische Leichtathletin
- Khudhayr, Turki al- (* 1980), saudi-arabischer Fußballschiedsrichter
- Khuen von Belasi, Johann Franz (1649–1702), Fürstbischof von Brixen
- Khuen, Johannes (1606–1675), deutscher Dichter des Barock
- Khuen, Theobald Graf (1879–1954), deutscher Kommunalpolitiker
- Khuen, Theodor (1860–1922), österreichischer Bildhauer
- Khuen-Héderváry, Károly (1849–1918), ungarischer Politiker, Ban von Kroatien und Ministerpräsident von Ungarn
- Khuhakaew, Phandaj (* 1999), thailändischer Eishockeyspieler
- Khul, Djwal, Meister der Weisheit
- Khull, Ferdinand (1854–1942), österreichischer Germanist und Gymnasiallehrer in Graz
- Khulusi, Gelan (* 1963), deutsch-irakischer Unternehmer und Unternehmensberater
- Khumalo, Alf (1930–2012), südafrikanischer Fotograf
- Khumalo, Bongani (* 1987), südafrikanischer Fußballspieler
- Khumalo, Doctor (* 1967), südafrikanischer Fußballspieler
- Khumalo, Dominic Joseph Chwane (1918–2006), südafrikanischer römisch-katholischer Ordensgeistlicher und Weihbischof in Durban
- Khumalo, Fred (* 1966), südafrikanischer Journalist und Schriftsteller
- Khumalo, Moses (1979–2006), südafrikanischer Jazz-Musiker
- Khumalo, Mzilikazi (1932–2021), südafrikanischer Komponist und Chorleiter
- Khumalo, Paul Mandla (* 1947), südafrikanischer Geistlicher, Erzbischof von Pretoria
- Khumalo, Sibongile (1957–2021), südafrikanische Sängerin
- Khumalo, Vusi, südafrikanischer Jazzschlagzeuger
- Khumoyarano, Kgosiemang (* 1954), botswanischer Sprinter
- Khun Lo († 780), Gründer des Reiches von Rajadharani Sri Sudhana
- Khun Phi Fa († 1343), König von Rajadharani Sri Sudhana
- Khun Sa (1933–2007), myanmarischer Politiker und RebellenführerKhun Sa (1933–2007)

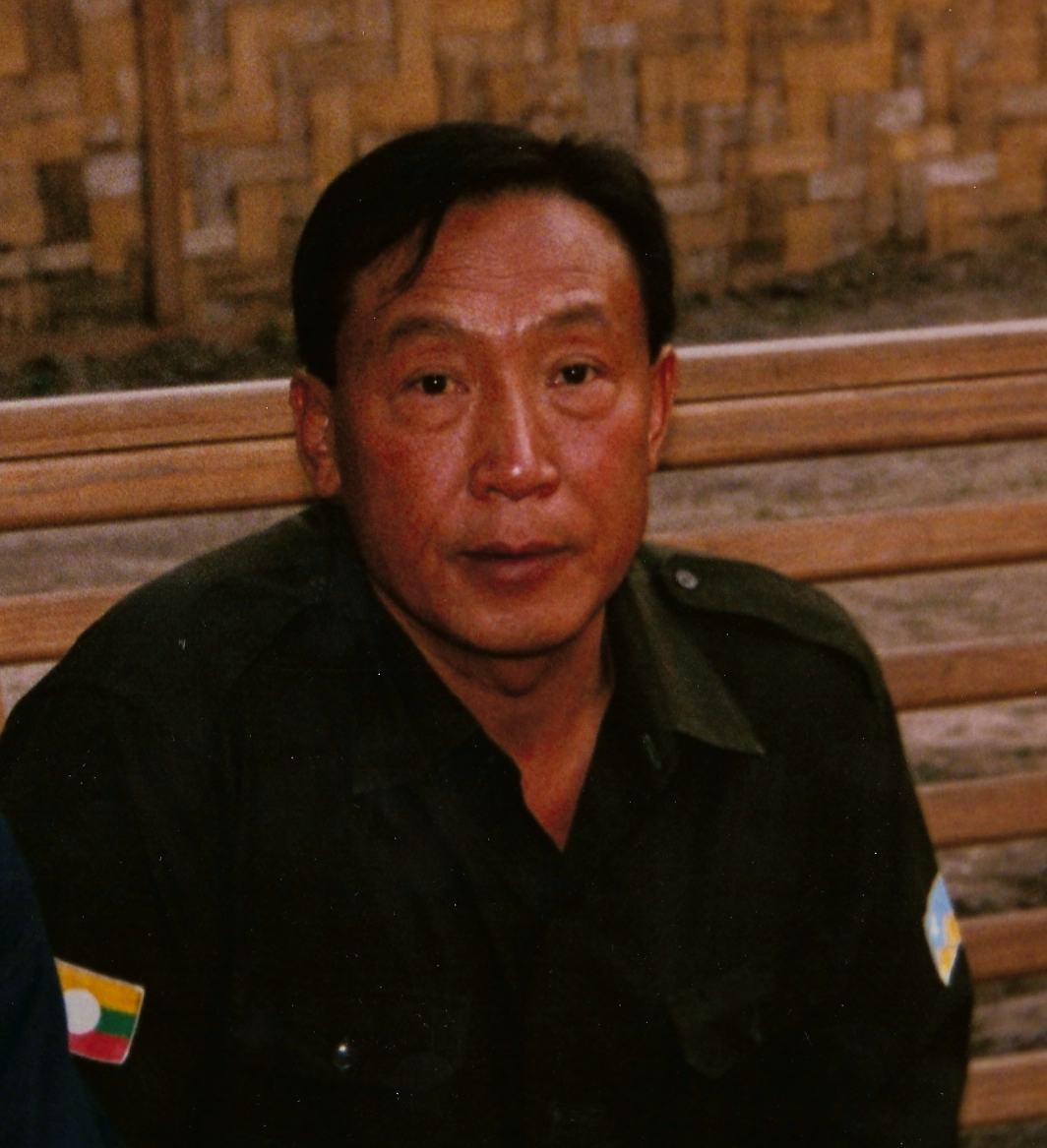
Khun Sa (1933–2007)

- Khun, Chanracy, kanadischer Pokerspieler
- Khun, Hans († 1587), Dresdner Ratsherr und Bürgermeister
- Khune, Itumeleng (* 1987), südafrikanischer Fußballtorhüter
- Khünel, Anton (1673–1754), deutscher Schattenspieler und Erfinder der Schattenoper
- Khungtaidschi Batur († 1653), Prinz (Tayiji) der Oiraten und Begründer des Dschungarenreiches
- Khungtaidschi Galdan, Herrscher der Dsungaren
- Khünl-Brady, Hans-Heinz (1932–2013), österreichischer Unternehmer und Funktionär
- Khunrath, Conrad († 1613), deutscher Alchemist
- Khunrath, Heinrich († 1605), deutscher Arzt, Alchemist und Kabbalist
- Khunwane, Gilbert (* 1977), botswanischer Boxer
- Khunying Patama Leeswadtrakul (* 1965), thailändische Managerin und Sportfunktionärin
- Khuon, Alexander (* 1979), deutscher Schauspieler
- Khuon, Ernst von (1915–1997), deutscher Journalist
- Khuon, Nora (* 1980), deutsche Dramaturgin
- Khuon, Ulrich (* 1951), deutscher Theaterintendant und DramaturgUlrich Khuon (* 1951)

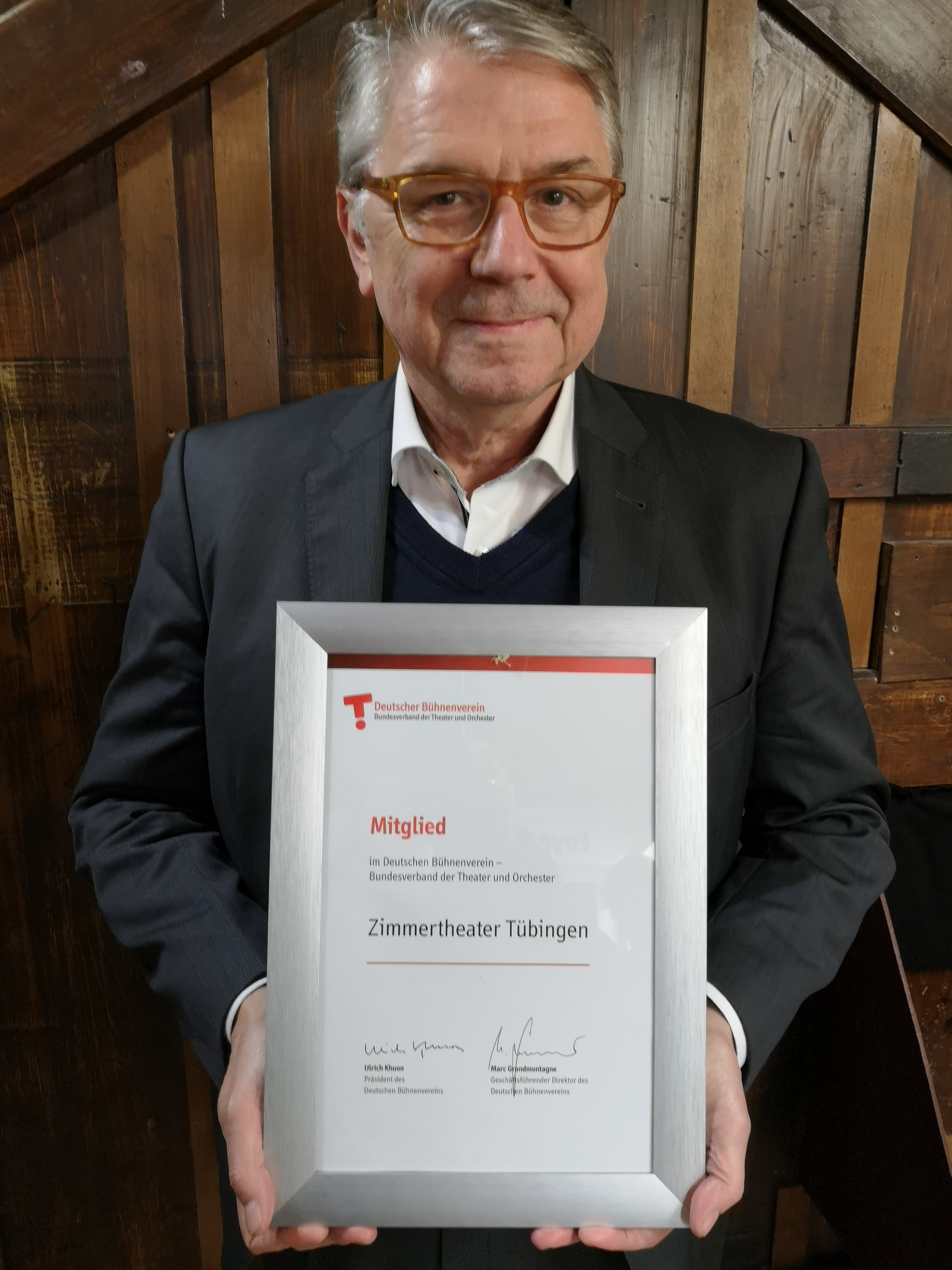
Ulrich Khuon (* 1951)

- Khurana, Rakesh (* 1967), indischer Soziologe
- Khurana, Thomas (* 1975), deutscher Philosoph
- Khurshid, Salman (* 1953), indischer Politiker
- Khurtsidze, Avtandil (* 1979), georgischer Boxer im Mittelgewicht
- Khushi, Naseem (* 1982), omanischer Cricketspieler
- Khushnawaz, Mohammad Rahim (1943–2011), afghanischer Rabābspieler
- Khusrau Khan († 1320), Sultan von Delhi
- Khusrau Mirza (1587–1622), ältester Sohn Jahangirs
- Khusrawi, Nasrin (* 1983), norwegische Schauspielerin
- Khutulun, Tochter von Kaidu, einer Cousine von Kublai KhanKhutulun

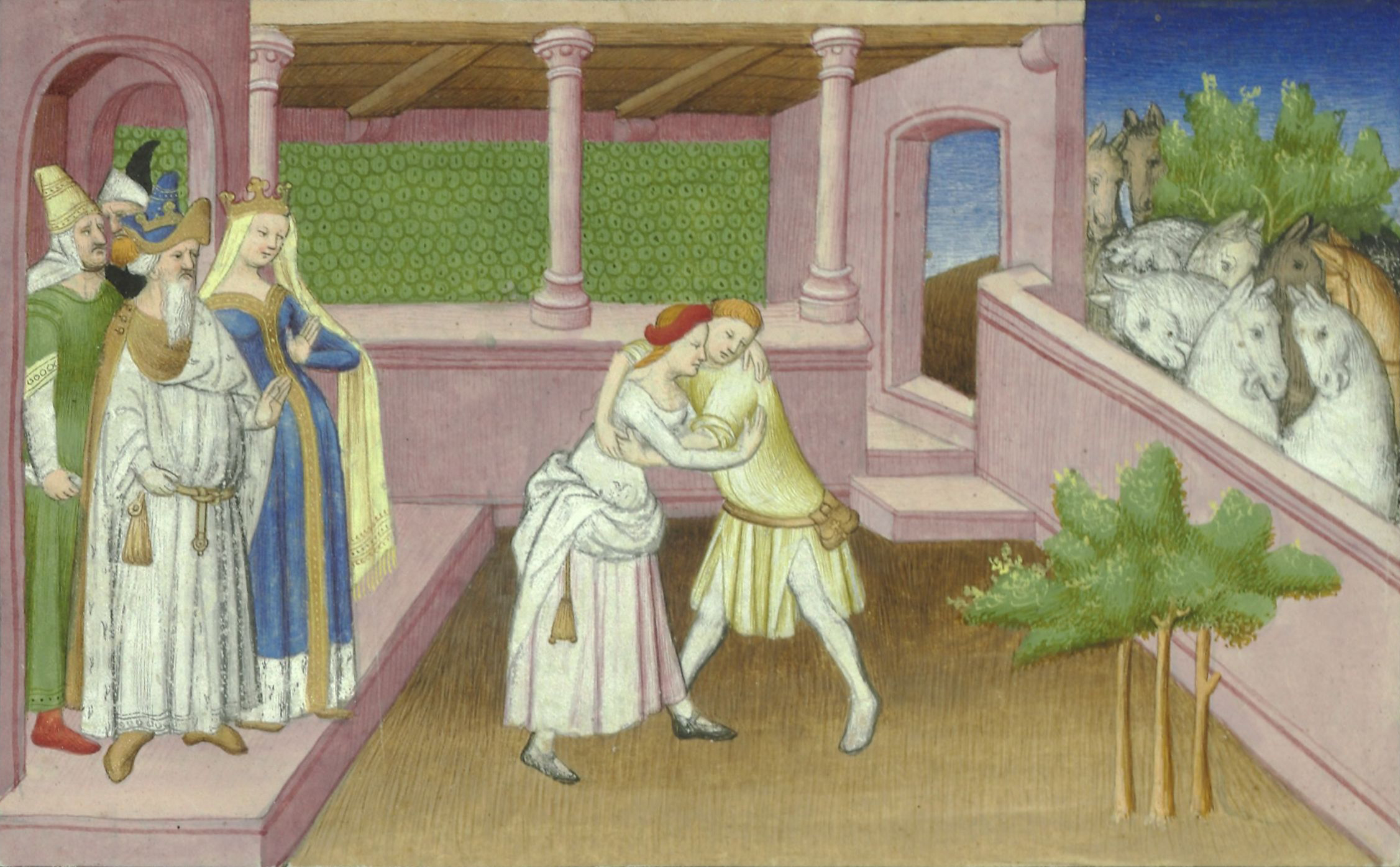
Khutulun

- Khuwalidi, Mohamed Salman al (* 1981), saudi-arabischer Leichtathlet
- Khuzama, Sängersklavin und Dichterin
- Khuzwayo, Ukona (* 1997), südafrikanischer Sprinter

### Khw
- Khwaja Kamal ud-Din (1870–1932), pakistanischer Jurist und Missionar
- Khwaja Khawand Mahmud (1563–1642), islamischer Gelehrter, Prediger und Sufiheiliger
- Khwakhuzhi, Mohammad Ibraheem (1920–1992), afghanischer Politiker und Präsident

### Khy
- Khyal, Hafizullah (* 1931), afghanischer Sänger und Komponist
- Khyar, Walide (* 1995), französischer Judoka
- Khyber, Mir Akbar (1925–1978), afghanischer Politiker
- Khýrová, Michaela (* 2000), tschechische Fußballspielerin